# فهرست سیارک‌ها (۱۳۷۰۰۱–۱۳۸۰۰۱)
فهرست سیارک‌ها (۱۳۷۰۰۱ - ۱۳۸۰۰۱) فهرست سیارک‌ها از ۱۳۷۰۰۱ تا ۱۳۸۰۰۱ است.
| نام    | نام انگلیسی | تاریخ کشف       |
| ------ | ----------- | --------------- |
| ۱۳۷۰۰۱ | 1998 SA81   | ۲۶ سپتامبر ۱۹۹۸ |
| ۱۳۷۰۰۲ | 1998 SN83   | ۲۶ سپتامبر ۱۹۹۸ |
| ۱۳۷۰۰۳ | 1998 SU90   | ۲۶ سپتامبر ۱۹۹۸ |
| ۱۳۷۰۰۴ | 1998 SA92   | ۲۶ سپتامبر ۱۹۹۸ |
| ۱۳۷۰۰۵ | 1998 SN93   | ۲۶ سپتامبر ۱۹۹۸ |
| ۱۳۷۰۰۶ | 1998 SX94   | ۲۶ سپتامبر ۱۹۹۸ |
| ۱۳۷۰۰۷ | 1998 SC108  | ۲۶ سپتامبر ۱۹۹۸ |
| ۱۳۷۰۰۸ | 1998 SL108  | ۲۶ سپتامبر ۱۹۹۸ |
| ۱۳۷۰۰۹ | 1998 SS120  | ۲۶ سپتامبر ۱۹۹۸ |
| ۱۳۷۰۱۰ | 1998 ST121  | ۲۶ سپتامبر ۱۹۹۸ |
| ۱۳۷۰۱۱ | 1998 SF122  | ۲۶ سپتامبر ۱۹۹۸ |
| ۱۳۷۰۱۲ | 1998 SY125  | ۲۶ سپتامبر ۱۹۹۸ |
| ۱۳۷۰۱۳ | 1998 SF130  | ۲۶ سپتامبر ۱۹۹۸ |
| ۱۳۷۰۱۴ | 1998 SM130  | ۲۶ سپتامبر ۱۹۹۸ |
| ۱۳۷۰۱۵ | 1998 SW130  | ۲۶ سپتامبر ۱۹۹۸ |
| ۱۳۷۰۱۶ | 1998 SH131  | ۲۶ سپتامبر ۱۹۹۸ |
| ۱۳۷۰۱۷ | 1998 SW139  | ۲۶ سپتامبر ۱۹۹۸ |
| ۱۳۷۰۱۸ | 1998 SL160  | ۲۶ سپتامبر ۱۹۹۸ |
| ۱۳۷۰۱۹ | 1998 SE168  | ۱۶ سپتامبر ۱۹۹۸ |
| ۱۳۷۰۱۹ | 1998 TL     | ۱۰ اکتبر ۱۹۹۸   |
| ۱۳۷۰۲۱ | 1998 TV2    | ۱۳ اکتبر ۱۹۹۸   |
| ۱۳۷۰۲۲ | 1998 TF3    | ۱۴ اکتبر ۱۹۹۸   |
| ۱۳۷۰۲۳ | 1998 TB15   | ۱۴ اکتبر ۱۹۹۸   |
| ۱۳۷۰۲۴ | 1998 TH15   | ۱۴ اکتبر ۱۹۹۸   |
| ۱۳۷۰۲۵ | 1998 TT15   | ۱۵ اکتبر ۱۹۹۸   |
| ۱۳۷۰۲۶ | 1998 TX16   | ۱۴ اکتبر ۱۹۹۸   |
| ۱۳۷۰۲۷ | 1998 TH17   | ۱۵ اکتبر ۱۹۹۸   |
| ۱۳۷۰۲۸ | 1998 TO17   | ۱۵ اکتبر ۱۹۹۸   |
| ۱۳۷۰۲۹ | 1998 TB19   | ۱۴ اکتبر ۱۹۹۸   |
| ۱۳۷۰۳۰ | 1998 TR19   | ۱۵ اکتبر ۱۹۹۸   |
| ۱۳۷۰۳۱ | 1998 TJ22   | ۱۳ اکتبر ۱۹۹۸   |
| ۱۳۷۰۳۲ | 1998 UO1    | ۱۹ اکتبر ۱۹۹۸   |
| ۱۳۷۰۳۳ | 1998 UM6    | ۲۱ اکتبر ۱۹۹۸   |
| ۱۳۷۰۳۴ | 1998 UD14   | ۲۳ اکتبر ۱۹۹۸   |
| ۱۳۷۰۳۵ | 1998 UE17   | ۱۷ اکتبر ۱۹۹۸   |
| ۱۳۷۰۳۶ | 1998 UC18   | ۱۹ اکتبر ۱۹۹۸   |
| ۱۳۷۰۳۷ | 1998 UM19   | ۲۸ اکتبر ۱۹۹۸   |
| ۱۳۷۰۳۸ | 1998 UA26   | ۱۸ اکتبر ۱۹۹۸   |
| ۱۳۷۰۳۹ | Lisiguang   | ۲۶ اکتبر ۱۹۹۸   |
| ۱۳۷۰۴۰ | 1998 UY35   | ۲۸ اکتبر ۱۹۹۸   |
| ۱۳۷۰۴۱ | 1998 UG43   | ۲۸ اکتبر ۱۹۹۸   |
| ۱۳۷۰۴۲ | 1998 UT46   | ۲۴ اکتبر ۱۹۹۸   |
| ۱۳۷۰۴۳ | 1998 UL49   | ۲۳ اکتبر ۱۹۹۸   |
| ۱۳۷۰۴۴ | 1998 UC50   | ۲۹ اکتبر ۱۹۹۸   |
| ۱۳۷۰۴۴ | 1998 VE     | ۷ نوامبر ۱۹۹۸   |
| ۱۳۷۰۴۶ | 1998 VE6    | ۱۱ نوامبر ۱۹۹۸  |
| ۱۳۷۰۴۷ | 1998 VZ10   | ۱۰ نوامبر ۱۹۹۸  |
| ۱۳۷۰۴۸ | 1998 VP13   | ۱۰ نوامبر ۱۹۹۸  |
| ۱۳۷۰۴۹ | 1998 VB14   | ۱۰ نوامبر ۱۹۹۸  |
| ۱۳۷۰۵۰ | 1998 VL15   | ۱۰ نوامبر ۱۹۹۸  |
| ۱۳۷۰۵۱ | 1998 VA27   | ۱۰ نوامبر ۱۹۹۸  |
| ۱۳۷۰۵۲ | 1998 VO33   | ۱۵ نوامبر ۱۹۹۸  |
| ۱۳۷۰۵۳ | 1998 VQ33   | ۱۱ نوامبر ۱۹۹۸  |
| ۱۳۷۰۵۴ | 1998 VB34   | ۱۱ نوامبر ۱۹۹۸  |
| ۱۳۷۰۵۵ | 1998 VN36   | ۱۴ نوامبر ۱۹۹۸  |
| ۱۳۷۰۵۶ | 1998 VW43   | ۱۵ نوامبر ۱۹۹۸  |
| ۱۳۷۰۵۷ | 1998 VK44   | ۱۴ نوامبر ۱۹۹۸  |
| ۱۳۷۰۵۸ | 1998 VN45   | ۱۰ نوامبر ۱۹۹۸  |
| ۱۳۷۰۵۹ | 1998 VA49   | ۱۱ نوامبر ۱۹۹۸  |
| ۱۳۷۰۶۰ | 1998 VO50   | ۱۱ نوامبر ۱۹۹۸  |
| ۱۳۷۰۶۱ | 1998 VR50   | ۱۱ نوامبر ۱۹۹۸  |
| ۱۳۷۰۶۱ | 1998 WM     | ۱۶ نوامبر ۱۹۹۸  |
| ۱۳۷۰۶۳ | 1998 WK1    | ۱۶ نوامبر ۱۹۹۸  |
| ۱۳۷۰۶۴ | 1998 WP5    | ۱۹ نوامبر ۱۹۹۸  |
| ۱۳۷۰۶۵ | 1998 WH6    | ۲۱ نوامبر ۱۹۹۸  |
| ۱۳۷۰۶۶ | 1998 WR8    | ۲۳ نوامبر ۱۹۹۸  |
| ۱۳۷۰۶۷ | 1998 WQ9    | ۲۸ نوامبر ۱۹۹۸  |
| ۱۳۷۰۶۸ | 1998 WD13   | ۲۱ نوامبر ۱۹۹۸  |
| ۱۳۷۰۶۹ | 1998 WQ15   | ۲۱ نوامبر ۱۹۹۸  |
| ۱۳۷۰۷۰ | 1998 WE21   | ۱۸ نوامبر ۱۹۹۸  |
| ۱۳۷۰۷۱ | 1998 WD29   | ۲۳ نوامبر ۱۹۹۸  |
| ۱۳۷۰۷۲ | 1998 WM30   | ۲۶ نوامبر ۱۹۹۸  |
| ۱۳۷۰۷۳ | 1998 WG33   | ۲۰ نوامبر ۱۹۹۸  |
| ۱۳۷۰۷۴ | 1998 WJ34   | ۱۶ نوامبر ۱۹۹۸  |
| ۱۳۷۰۷۵ | 1998 WK38   | ۲۱ نوامبر ۱۹۹۸  |
| ۱۳۷۰۷۶ | 1998 XK3    | ۱۰ دسامبر ۱۹۹۸  |
| ۱۳۷۰۷۷ | 1998 XE4    | ۸ دسامبر ۱۹۹۸   |
| ۱۳۷۰۷۸ | 1998 XZ4    | ۱۱ دسامبر ۱۹۹۸  |
| ۱۳۷۰۷۹ | 1998 XC5    | ۹ دسامبر ۱۹۹۸   |
| ۱۳۷۰۸۰ | 1998 XD7    | ۸ دسامبر ۱۹۹۸   |
| ۱۳۷۰۸۱ | 1998 XO7    | ۸ دسامبر ۱۹۹۸   |
| ۱۳۷۰۸۲ | 1998 XE9    | ۱۲ دسامبر ۱۹۹۸  |
| ۱۳۷۰۸۳ | 1998 XZ13   | ۱۵ دسامبر ۱۹۹۸  |
| ۱۳۷۰۸۴ | 1998 XS16   | ۱۵ دسامبر ۱۹۹۸  |
| ۱۳۷۰۸۵ | 1998 XD18   | ۸ دسامبر ۱۹۹۸   |
| ۱۳۷۰۸۶ | 1998 XX18   | ۱۰ دسامبر ۱۹۹۸  |
| ۱۳۷۰۸۷ | 1998 XC19   | ۱۰ دسامبر ۱۹۹۸  |
| ۱۳۷۰۸۸ | 1998 XT23   | ۱۱ دسامبر ۱۹۹۸  |
| ۱۳۷۰۸۹ | 1998 XT43   | ۱۴ دسامبر ۱۹۹۸  |
| ۱۳۷۰۹۰ | 1998 XZ57   | ۱۵ دسامبر ۱۹۹۸  |
| ۱۳۷۰۹۱ | 1998 XU63   | ۱۴ دسامبر ۱۹۹۸  |
| ۱۳۷۰۹۲ | 1998 XX68   | ۱۴ دسامبر ۱۹۹۸  |
| ۱۳۷۰۹۳ | 1998 XW70   | ۱۴ دسامبر ۱۹۹۸  |
| ۱۳۷۰۹۴ | 1998 XD84   | ۱۵ دسامبر ۱۹۹۸  |
| ۱۳۷۰۹۵ | 1998 XX86   | ۱۵ دسامبر ۱۹۹۸  |
| ۱۳۷۰۹۶ | 1998 XG97   | ۱۱ دسامبر ۱۹۹۸  |
| ۱۳۷۰۹۷ | 1998 XP97   | ۸ دسامبر ۱۹۹۸   |
| ۱۳۷۰۹۸ | 1998 YP2    | ۱۷ دسامبر ۱۹۹۸  |
| ۱۳۷۰۹۹ | 1998 YW3    | ۱۷ دسامبر ۱۹۹۸  |
| ۱۳۷۱۰۰ | 1998 YM7    | ۲۳ دسامبر ۱۹۹۸  |
| ۱۳۷۱۰۱ | 1998 YN17   | ۲۲ دسامبر ۱۹۹۸  |
| ۱۳۷۱۰۲ | 1998 YL19   | ۲۵ دسامبر ۱۹۹۸  |
| ۱۳۷۱۰۳ | 1998 YP27   | ۲۷ دسامبر ۱۹۹۸  |
| ۱۳۷۱۰۴ | 1998 YU30   | ۱۶ دسامبر ۱۹۹۸  |
| ۱۳۷۱۰۵ | 1998 YK31   | ۲۲ دسامبر ۱۹۹۸  |
| ۱۳۷۱۰۶ | 1999 AQ5    | ۱۲ ژانویه ۱۹۹۹  |
| ۱۳۷۱۰۷ | 1999 AT6    | ۹ ژانویه ۱۹۹۹   |
| ۱۳۷۱۰۸ | 1999 AN10   | ۱۳ ژانویه ۱۹۹۹  |
| ۱۳۷۱۰۹ | 1999 AL11   | ۷ ژانویه ۱۹۹۹   |
| ۱۳۷۱۱۰ | 1999 AN12   | ۷ ژانویه ۱۹۹۹   |
| ۱۳۷۱۱۱ | 1999 AX18   | ۱۳ ژانویه ۱۹۹۹  |
| ۱۳۷۱۱۲ | 1999 AF20   | ۱۳ ژانویه ۱۹۹۹  |
| ۱۳۷۱۱۳ | 1999 AG20   | ۱۳ ژانویه ۱۹۹۹  |
| ۱۳۷۱۱۴ | 1999 AT24   | ۱۵ ژانویه ۱۹۹۹  |
| ۱۳۷۱۱۵ | 1999 AZ30   | ۱۴ ژانویه ۱۹۹۹  |
| ۱۳۷۱۱۶ | 1999 BL2    | ۱۹ ژانویه ۱۹۹۹  |
| ۱۳۷۱۱۷ | 1999 BK4    | ۱۹ ژانویه ۱۹۹۹  |
| ۱۳۷۱۱۸ | 1999 BV4    | ۱۹ ژانویه ۱۹۹۹  |
| ۱۳۷۱۱۹ | 1999 BU6    | ۲۱ ژانویه ۱۹۹۹  |
| ۱۳۷۱۲۰ | 1999 BJ8    | ۲۰ ژانویه ۱۹۹۹  |
| ۱۳۷۱۲۱ | 1999 BJ11   | ۲۰ ژانویه ۱۹۹۹  |
| ۱۳۷۱۲۲ | 1999 BX12   | ۲۴ ژانویه ۱۹۹۹  |
| ۱۳۷۱۲۳ | 1999 BX21   | ۱۸ ژانویه ۱۹۹۹  |
| ۱۳۷۱۲۴ | 1999 BH30   | ۱۹ ژانویه ۱۹۹۹  |
| ۱۳۷۱۲۵ | 1999 CT3    | ۱۰ فوریه ۱۹۹۹   |
| ۱۳۷۱۲۶ | 1999 CF9    | ۱۲ فوریه ۱۹۹۹   |
| ۱۳۷۱۲۷ | 1999 CV22   | ۱۰ فوریه ۱۹۹۹   |
| ۱۳۷۱۲۸ | 1999 CQ31   | ۱۰ فوریه ۱۹۹۹   |
| ۱۳۷۱۲۹ | 1999 CE34   | ۱۰ فوریه ۱۹۹۹   |
| ۱۳۷۱۳۰ | 1999 CM38   | ۱۰ فوریه ۱۹۹۹   |
| ۱۳۷۱۳۱ | 1999 CN39   | ۱۰ فوریه ۱۹۹۹   |
| ۱۳۷۱۳۲ | 1999 CL43   | ۱۰ فوریه ۱۹۹۹   |
| ۱۳۷۱۳۳ | 1999 CE54   | ۱۰ فوریه ۱۹۹۹   |
| ۱۳۷۱۳۴ | 1999 CJ60   | ۱۲ فوریه ۱۹۹۹   |
| ۱۳۷۱۳۵ | 1999 CK63   | ۱۲ فوریه ۱۹۹۹   |
| ۱۳۷۱۳۶ | 1999 CL88   | ۱۰ فوریه ۱۹۹۹   |
| ۱۳۷۱۳۷ | 1999 CU95   | ۱۰ فوریه ۱۹۹۹   |
| ۱۳۷۱۳۸ | 1999 CC98   | ۱۰ فوریه ۱۹۹۹   |
| ۱۳۷۱۳۹ | 1999 CM98   | ۱۰ فوریه ۱۹۹۹   |
| ۱۳۷۱۴۰ | 1999 CH105  | ۱۲ فوریه ۱۹۹۹   |
| ۱۳۷۱۴۱ | 1999 CL112  | ۱۲ فوریه ۱۹۹۹   |
| ۱۳۷۱۴۲ | 1999 CZ113  | ۱۲ فوریه ۱۹۹۹   |
| ۱۳۷۱۴۳ | 1999 CT115  | ۱۲ فوریه ۱۹۹۹   |
| ۱۳۷۱۴۴ | 1999 CL117  | ۱۲ فوریه ۱۹۹۹   |
| ۱۳۷۱۴۵ | 1999 CA135  | ۷ فوریه ۱۹۹۹    |
| ۱۳۷۱۴۶ | 1999 CS145  | ۸ فوریه ۱۹۹۹    |
| ۱۳۷۱۴۷ | 1999 CW145  | ۸ فوریه ۱۹۹۹    |
| ۱۳۷۱۴۸ | 1999 CA151  | ۹ فوریه ۱۹۹۹    |
| ۱۳۷۱۴۹ | 1999 CB151  | ۹ فوریه ۱۹۹۹    |
| ۱۳۷۱۵۰ | 1999 CX155  | ۱۲ فوریه ۱۹۹۹   |
| ۱۳۷۱۵۰ | 1999 DO     | ۱۶ فوریه ۱۹۹۹   |
| ۱۳۷۱۵۲ | 1999 DY4    | ۱۷ فوریه ۱۹۹۹   |
| ۱۳۷۱۵۲ | 1999 EC     | ۶ مارس ۱۹۹۹     |
| ۱۳۷۱۵۲ | 1999 EN     | ۶ مارس ۱۹۹۹     |
| ۱۳۷۱۵۵ | 1999 EA4    | ۱۲ مارس ۱۹۹۹    |
| ۱۳۷۱۵۶ | 1999 EF4    | ۱۲ مارس ۱۹۹۹    |
| ۱۳۷۱۵۷ | 1999 EW10   | ۱۴ مارس ۱۹۹۹    |
| ۱۳۷۱۵۷ | 1999 FB     | ۱۶ مارس ۱۹۹۹    |
| ۱۳۷۱۵۹ | 1999 FO1    | ۱۶ مارس ۱۹۹۹    |
| ۱۳۷۱۶۰ | 1999 FF32   | ۱۹ مارس ۱۹۹۹    |
| ۱۳۷۱۶۱ | 1999 FK34   | ۱۹ مارس ۱۹۹۹    |
| ۱۳۷۱۶۲ | 1999 FW35   | ۲۰ مارس ۱۹۹۹    |
| ۱۳۷۱۶۳ | 1999 FE40   | ۲۰ مارس ۱۹۹۹    |
| ۱۳۷۱۶۴ | 1999 FO51   | ۲۰ مارس ۱۹۹۹    |
| ۱۳۷۱۶۵ | 1999 FP68   | ۲۰ مارس ۱۹۹۹    |
| ۱۳۷۱۶۶ | 1999 FS81   | ۲۰ مارس ۱۹۹۹    |
| ۱۳۷۱۶۷ | 1999 GC3    | ۷ آوریل ۱۹۹۹    |
| ۱۳۷۱۶۸ | 1999 GK3    | ۷ آوریل ۱۹۹۹    |
| ۱۳۷۱۶۹ | 1999 GY9    | ۹ آوریل ۱۹۹۹    |
| ۱۳۷۱۷۰ | 1999 HF1    | ۲۰ آوریل ۱۹۹۹   |
| ۱۳۷۱۷۱ | 1999 HM7    | ۱۹ آوریل ۱۹۹۹   |
| ۱۳۷۱۷۲ | 1999 HJ9    | ۱۷ آوریل ۱۹۹۹   |
| ۱۳۷۱۷۳ | 1999 JY4    | ۱۰ مه ۱۹۹۹      |
| ۱۳۷۱۷۴ | 1999 JH5    | ۱۰ مه ۱۹۹۹      |
| ۱۳۷۱۷۵ | 1999 JA11   | ۱۴ مه ۱۹۹۹      |
| ۱۳۷۱۷۶ | 1999 JZ11   | ۱۳ مه ۱۹۹۹      |
| ۱۳۷۱۷۷ | 1999 JK12   | ۸ مه ۱۹۹۹       |
| ۱۳۷۱۷۸ | 1999 JT15   | ۱۰ مه ۱۹۹۹      |
| ۱۳۷۱۷۹ | 1999 JQ16   | ۱۵ مه ۱۹۹۹      |
| ۱۳۷۱۸۰ | 1999 JF20   | ۱۰ مه ۱۹۹۹      |
| ۱۳۷۱۸۱ | 1999 JA30   | ۱۰ مه ۱۹۹۹      |
| ۱۳۷۱۸۲ | 1999 JG40   | ۱۰ مه ۱۹۹۹      |
| ۱۳۷۱۸۳ | 1999 JX49   | ۱۰ مه ۱۹۹۹      |
| ۱۳۷۱۸۴ | 1999 JG63   | ۱۰ مه ۱۹۹۹      |
| ۱۳۷۱۸۵ | 1999 JT70   | ۱۲ مه ۱۹۹۹      |
| ۱۳۷۱۸۶ | 1999 JT72   | ۱۲ مه ۱۹۹۹      |
| ۱۳۷۱۸۷ | 1999 JC74   | ۱۲ مه ۱۹۹۹      |
| ۱۳۷۱۸۸ | 1999 JE85   | ۱۴ مه ۱۹۹۹      |
| ۱۳۷۱۸۹ | 1999 JU87   | ۱۲ مه ۱۹۹۹      |
| ۱۳۷۱۹۰ | 1999 JC88   | ۱۲ مه ۱۹۹۹      |
| ۱۳۷۱۹۱ | 1999 JG88   | ۱۲ مه ۱۹۹۹      |
| ۱۳۷۱۹۲ | 1999 JL89   | ۱۲ مه ۱۹۹۹      |
| ۱۳۷۱۹۳ | 1999 JB96   | ۱۲ مه ۱۹۹۹      |
| ۱۳۷۱۹۴ | 1999 JJ103  | ۱۳ مه ۱۹۹۹      |
| ۱۳۷۱۹۵ | 1999 JJ114  | ۱۳ مه ۱۹۹۹      |
| ۱۳۷۱۹۶ | 1999 JS129  | ۱۲ مه ۱۹۹۹      |
| ۱۳۷۱۹۷ | 1999 KA1    | ۱۷ مه ۱۹۹۹      |
| ۱۳۷۱۹۸ | 1999 KR2    | ۱۶ مه ۱۹۹۹      |
| ۱۳۷۱۹۹ | 1999 KX4    | ۲۰ مه ۱۹۹۹      |
| ۱۳۷۲۰۰ | 1999 KX12   | ۱۸ مه ۱۹۹۹      |
| ۱۳۷۲۰۱ | 1999 KF13   | ۱۸ مه ۱۹۹۹      |
| ۱۳۷۲۰۲ | 1999 KJ13   | ۱۸ مه ۱۹۹۹      |
| ۱۳۷۲۰۲ | 1999 LX     | ۷ ژوئن ۱۹۹۹     |
| ۱۳۷۲۰۴ | 1999 LX2    | ۵ ژوئن ۱۹۹۹     |
| ۱۳۷۲۰۵ | 1999 LN11   | ۸ ژوئن ۱۹۹۹     |
| ۱۳۷۲۰۶ | 1999 LJ25   | ۹ ژوئن ۱۹۹۹     |
| ۱۳۷۲۰۷ | 1999 LW31   | ۱۴ ژوئن ۱۹۹۹    |
| ۱۳۷۲۰۸ | 1999 MC2    | ۲۰ ژوئن ۱۹۹۹    |
| ۱۳۷۲۰۹ | 1999 NU1    | ۱۲ ژوئیه ۱۹۹۹   |
| ۱۳۷۲۱۰ | 1999 NO2    | ۱۲ ژوئیه ۱۹۹۹   |
| ۱۳۷۲۱۱ | 1999 NM4    | ۱۳ ژوئیه ۱۹۹۹   |
| ۱۳۷۲۱۲ | 1999 NB6    | ۱۳ ژوئیه ۱۹۹۹   |
| ۱۳۷۲۱۳ | 1999 NX10   | ۱۳ ژوئیه ۱۹۹۹   |
| ۱۳۷۲۱۴ | 1999 NF33   | ۱۴ ژوئیه ۱۹۹۹   |
| ۱۳۷۲۱۵ | 1999 NU36   | ۱۴ ژوئیه ۱۹۹۹   |
| ۱۳۷۲۱۶ | 1999 NV62   | ۱۳ ژوئیه ۱۹۹۹   |
| ۱۳۷۲۱۷ | 1999 NH64   | ۸ ژوئیه ۱۹۹۹    |
| ۱۳۷۲۱۸ | 1999 OQ5    | ۲۱ ژوئیه ۱۹۹۹   |
| ۱۳۷۲۱۹ | 1999 PX2    | ۸ اوت ۱۹۹۹      |
| ۱۳۷۲۲۰ | 1999 PF8    | ۱۲ اوت ۱۹۹۹     |
| ۱۳۷۲۲۰ | 1999 RX     | ۴ سپتامبر ۱۹۹۹  |
| ۱۳۷۲۲۲ | 1999 RB1    | ۴ سپتامبر ۱۹۹۹  |
| ۱۳۷۲۲۳ | 1999 RM7    | ۳ سپتامبر ۱۹۹۹  |
| ۱۳۷۲۲۴ | 1999 RW9    | ۷ سپتامبر ۱۹۹۹  |
| ۱۳۷۲۲۵ | 1999 RB15   | ۷ سپتامبر ۱۹۹۹  |
| ۱۳۷۲۲۶ | 1999 RA19   | ۷ سپتامبر ۱۹۹۹  |
| ۱۳۷۲۲۷ | 1999 RR19   | ۷ سپتامبر ۱۹۹۹  |
| ۱۳۷۲۲۸ | 1999 RT20   | ۷ سپتامبر ۱۹۹۹  |
| ۱۳۷۲۲۹ | 1999 RD21   | ۷ سپتامبر ۱۹۹۹  |
| ۱۳۷۲۳۰ | 1999 RG22   | ۷ سپتامبر ۱۹۹۹  |
| ۱۳۷۲۳۱ | 1999 RQ22   | ۷ سپتامبر ۱۹۹۹  |
| ۱۳۷۲۳۲ | 1999 RZ23   | ۷ سپتامبر ۱۹۹۹  |
| ۱۳۷۲۳۳ | 1999 RE24   | ۷ سپتامبر ۱۹۹۹  |
| ۱۳۷۲۳۴ | 1999 RT24   | ۷ سپتامبر ۱۹۹۹  |
| ۱۳۷۲۳۵ | 1999 RY24   | ۷ سپتامبر ۱۹۹۹  |
| ۱۳۷۲۳۶ | 1999 RA25   | ۷ سپتامبر ۱۹۹۹  |
| ۱۳۷۲۳۷ | 1999 RG26   | ۷ سپتامبر ۱۹۹۹  |
| ۱۳۷۲۳۸ | 1999 RN29   | ۸ سپتامبر ۱۹۹۹  |
| ۱۳۷۲۳۹ | 1999 RB31   | ۸ سپتامبر ۱۹۹۹  |
| ۱۳۷۲۴۰ | 1999 RD35   | ۷ سپتامبر ۱۹۹۹  |
| ۱۳۷۲۴۱ | 1999 RV36   | ۱۱ سپتامبر ۱۹۹۹ |
| ۱۳۷۲۴۲ | 1999 RY53   | ۷ سپتامبر ۱۹۹۹  |
| ۱۳۷۲۴۳ | 1999 RP59   | ۷ سپتامبر ۱۹۹۹  |
| ۱۳۷۲۴۴ | 1999 RY59   | ۷ سپتامبر ۱۹۹۹  |
| ۱۳۷۲۴۵ | 1999 RW62   | ۷ سپتامبر ۱۹۹۹  |
| ۱۳۷۲۴۶ | 1999 RN63   | ۷ سپتامبر ۱۹۹۹  |
| ۱۳۷۲۴۷ | 1999 RG66   | ۷ سپتامبر ۱۹۹۹  |
| ۱۳۷۲۴۸ | 1999 RD74   | ۷ سپتامبر ۱۹۹۹  |
| ۱۳۷۲۴۹ | 1999 RS74   | ۱۳ سپتامبر ۱۹۹۹ |
| ۱۳۷۲۵۰ | 1999 RO75   | ۷ سپتامبر ۱۹۹۹  |
| ۱۳۷۲۵۱ | 1999 RC76   | ۷ سپتامبر ۱۹۹۹  |
| ۱۳۷۲۵۲ | 1999 RG82   | ۷ سپتامبر ۱۹۹۹  |
| ۱۳۷۲۵۳ | 1999 RO86   | ۷ سپتامبر ۱۹۹۹  |
| ۱۳۷۲۵۴ | 1999 RL87   | ۷ سپتامبر ۱۹۹۹  |
| ۱۳۷۲۵۵ | 1999 RO87   | ۷ سپتامبر ۱۹۹۹  |
| ۱۳۷۲۵۶ | 1999 RS87   | ۷ سپتامبر ۱۹۹۹  |
| ۱۳۷۲۵۷ | 1999 RQ88   | ۷ سپتامبر ۱۹۹۹  |
| ۱۳۷۲۵۸ | 1999 RP95   | ۷ سپتامبر ۱۹۹۹  |
| ۱۳۷۲۵۹ | 1999 RZ96   | ۷ سپتامبر ۱۹۹۹  |
| ۱۳۷۲۶۰ | 1999 RM101  | ۸ سپتامبر ۱۹۹۹  |
| ۱۳۷۲۶۱ | 1999 RS109  | ۸ سپتامبر ۱۹۹۹  |
| ۱۳۷۲۶۲ | 1999 RF120  | ۹ سپتامبر ۱۹۹۹  |
| ۱۳۷۲۶۳ | 1999 RQ120  | ۹ سپتامبر ۱۹۹۹  |
| ۱۳۷۲۶۴ | 1999 RT121  | ۹ سپتامبر ۱۹۹۹  |
| ۱۳۷۲۶۵ | 1999 RO125  | ۹ سپتامبر ۱۹۹۹  |
| ۱۳۷۲۶۶ | 1999 RU125  | ۹ سپتامبر ۱۹۹۹  |
| ۱۳۷۲۶۷ | 1999 RS131  | ۹ سپتامبر ۱۹۹۹  |
| ۱۳۷۲۶۸ | 1999 RO139  | ۹ سپتامبر ۱۹۹۹  |
| ۱۳۷۲۶۹ | 1999 RH141  | ۹ سپتامبر ۱۹۹۹  |
| ۱۳۷۲۷۰ | 1999 RW143  | ۹ سپتامبر ۱۹۹۹  |
| ۱۳۷۲۷۱ | 1999 RC147  | ۹ سپتامبر ۱۹۹۹  |
| ۱۳۷۲۷۲ | 1999 RU154  | ۹ سپتامبر ۱۹۹۹  |
| ۱۳۷۲۷۳ | 1999 RX154  | ۹ سپتامبر ۱۹۹۹  |
| ۱۳۷۲۷۴ | 1999 RR156  | ۹ سپتامبر ۱۹۹۹  |
| ۱۳۷۲۷۵ | 1999 RP160  | ۹ سپتامبر ۱۹۹۹  |
| ۱۳۷۲۷۶ | 1999 RT162  | ۹ سپتامبر ۱۹۹۹  |
| ۱۳۷۲۷۷ | 1999 RT164  | ۹ سپتامبر ۱۹۹۹  |
| ۱۳۷۲۷۸ | 1999 RU165  | ۹ سپتامبر ۱۹۹۹  |
| ۱۳۷۲۷۹ | 1999 RP168  | ۹ سپتامبر ۱۹۹۹  |
| ۱۳۷۲۸۰ | 1999 RQ178  | ۹ سپتامبر ۱۹۹۹  |
| ۱۳۷۲۸۱ | 1999 RL181  | ۹ سپتامبر ۱۹۹۹  |
| ۱۳۷۲۸۲ | 1999 RJ182  | ۹ سپتامبر ۱۹۹۹  |
| ۱۳۷۲۸۳ | 1999 RQ182  | ۹ سپتامبر ۱۹۹۹  |
| ۱۳۷۲۸۴ | 1999 RZ182  | ۹ سپتامبر ۱۹۹۹  |
| ۱۳۷۲۸۵ | 1999 RY184  | ۹ سپتامبر ۱۹۹۹  |
| ۱۳۷۲۸۶ | 1999 RR186  | ۹ سپتامبر ۱۹۹۹  |
| ۱۳۷۲۸۷ | 1999 RM188  | ۹ سپتامبر ۱۹۹۹  |
| ۱۳۷۲۸۸ | 1999 RX190  | ۱۰ سپتامبر ۱۹۹۹ |
| ۱۳۷۲۸۹ | 1999 RP193  | ۱۵ سپتامبر ۱۹۹۹ |
| ۱۳۷۲۹۰ | 1999 RK202  | ۸ سپتامبر ۱۹۹۹  |
| ۱۳۷۲۹۱ | 1999 RD206  | ۸ سپتامبر ۱۹۹۹  |
| ۱۳۷۲۹۲ | 1999 RL206  | ۸ سپتامبر ۱۹۹۹  |
| ۱۳۷۲۹۳ | 1999 RL208  | ۸ سپتامبر ۱۹۹۹  |
| ۱۳۷۲۹۴ | 1999 RE215  | ۷ سپتامبر ۱۹۹۹  |
| ۱۳۷۲۹۵ | 1999 RB216  | ۸ سپتامبر ۱۹۹۹  |
| ۱۳۷۲۹۶ | 1999 RL219  | ۶ سپتامبر ۱۹۹۹  |
| ۱۳۷۲۹۷ | 1999 RC226  | ۴ سپتامبر ۱۹۹۹  |
| ۱۳۷۲۹۸ | 1999 RF226  | ۴ سپتامبر ۱۹۹۹  |
| ۱۳۷۲۹۹ | 1999 RK229  | ۷ سپتامبر ۱۹۹۹  |
| ۱۳۷۳۰۰ | 1999 RC233  | ۸ سپتامبر ۱۹۹۹  |
| ۱۳۷۳۰۱ | 1999 RP239  | ۸ سپتامبر ۱۹۹۹  |
| ۱۳۷۳۰۲ | 1999 RB254  | ۴ سپتامبر ۱۹۹۹  |
| ۱۳۷۳۰۳ | 1999 SX9    | ۲۳ سپتامبر ۱۹۹۹ |
| ۱۳۷۳۰۴ | 1999 SK12   | ۲۷ سپتامبر ۱۹۹۹ |
| ۱۳۷۳۰۵ | 1999 SO14   | ۳۰ سپتامبر ۱۹۹۹ |
| ۱۳۷۳۰۶ | 1999 SU16   | ۲۹ سپتامبر ۱۹۹۹ |
| ۱۳۷۳۰۷ | 1999 SZ27   | ۲۷ سپتامبر ۱۹۹۹ |
| ۱۳۷۳۰۸ | 1999 TF2    | ۲ اکتبر ۱۹۹۹    |
| ۱۳۷۳۰۹ | 1999 TM5    | ۱ اکتبر ۱۹۹۹    |
| ۱۳۷۳۱۰ | 1999 TF9    | ۷ اکتبر ۱۹۹۹    |
| ۱۳۷۳۱۱ | 1999 TX9    | ۹ اکتبر ۱۹۹۹    |
| ۱۳۷۳۱۲ | 1999 TK10   | ۱۰ اکتبر ۱۹۹۹   |
| ۱۳۷۳۱۳ | 1999 TR12   | ۱۲ اکتبر ۱۹۹۹   |
| ۱۳۷۳۱۴ | 1999 TQ14   | ۱۲ اکتبر ۱۹۹۹   |
| ۱۳۷۳۱۵ | 1999 TB20   | ۱۵ اکتبر ۱۹۹۹   |
| ۱۳۷۳۱۶ | 1999 TQ20   | ۵ اکتبر ۱۹۹۹    |
| ۱۳۷۳۱۷ | 1999 TY21   | ۳ اکتبر ۱۹۹۹    |
| ۱۳۷۳۱۸ | 1999 TG22   | ۳ اکتبر ۱۹۹۹    |
| ۱۳۷۳۱۹ | 1999 TV23   | ۴ اکتبر ۱۹۹۹    |
| ۱۳۷۳۲۰ | 1999 TZ28   | ۴ اکتبر ۱۹۹۹    |
| ۱۳۷۳۲۱ | 1999 TN29   | ۴ اکتبر ۱۹۹۹    |
| ۱۳۷۳۲۲ | 1999 TR32   | ۴ اکتبر ۱۹۹۹    |
| ۱۳۷۳۲۳ | 1999 TF35   | ۴ اکتبر ۱۹۹۹    |
| ۱۳۷۳۲۴ | 1999 TX35   | ۶ اکتبر ۱۹۹۹    |
| ۱۳۷۳۲۵ | 1999 TQ37   | ۱ اکتبر ۱۹۹۹    |
| ۱۳۷۳۲۶ | 1999 TT40   | ۵ اکتبر ۱۹۹۹    |
| ۱۳۷۳۲۷ | 1999 TK41   | ۲ اکتبر ۱۹۹۹    |
| ۱۳۷۳۲۸ | 1999 TJ42   | ۳ اکتبر ۱۹۹۹    |
| ۱۳۷۳۲۹ | 1999 TO45   | ۳ اکتبر ۱۹۹۹    |
| ۱۳۷۳۳۰ | 1999 TS45   | ۳ اکتبر ۱۹۹۹    |
| ۱۳۷۳۳۱ | 1999 TX53   | ۶ اکتبر ۱۹۹۹    |
| ۱۳۷۳۳۲ | 1999 TS58   | ۶ اکتبر ۱۹۹۹    |
| ۱۳۷۳۳۳ | 1999 TN63   | ۷ اکتبر ۱۹۹۹    |
| ۱۳۷۳۳۴ | 1999 TC67   | ۸ اکتبر ۱۹۹۹    |
| ۱۳۷۳۳۵ | 1999 TE68   | ۸ اکتبر ۱۹۹۹    |
| ۱۳۷۳۳۶ | 1999 TG68   | ۸ اکتبر ۱۹۹۹    |
| ۱۳۷۳۳۷ | 1999 TX76   | ۱۰ اکتبر ۱۹۹۹   |
| ۱۳۷۳۳۸ | 1999 TH77   | ۱۰ اکتبر ۱۹۹۹   |
| ۱۳۷۳۳۹ | 1999 TD78   | ۱۱ اکتبر ۱۹۹۹   |
| ۱۳۷۳۴۰ | 1999 TB83   | ۱۲ اکتبر ۱۹۹۹   |
| ۱۳۷۳۴۱ | 1999 TD83   | ۱۲ اکتبر ۱۹۹۹   |
| ۱۳۷۳۴۲ | 1999 TU85   | ۱۴ اکتبر ۱۹۹۹   |
| ۱۳۷۳۴۳ | 1999 TV85   | ۱۴ اکتبر ۱۹۹۹   |
| ۱۳۷۳۴۴ | 1999 TB89   | ۲ اکتبر ۱۹۹۹    |
| ۱۳۷۳۴۵ | 1999 TK89   | ۲ اکتبر ۱۹۹۹    |
| ۱۳۷۳۴۶ | 1999 TP90   | ۲ اکتبر ۱۹۹۹    |
| ۱۳۷۳۴۷ | 1999 TL94   | ۲ اکتبر ۱۹۹۹    |
| ۱۳۷۳۴۸ | 1999 TZ94   | ۲ اکتبر ۱۹۹۹    |
| ۱۳۷۳۴۹ | 1999 TQ97   | ۲ اکتبر ۱۹۹۹    |
| ۱۳۷۳۵۰ | 1999 TK100  | ۲ اکتبر ۱۹۹۹    |
| ۱۳۷۳۵۱ | 1999 TO100  | ۲ اکتبر ۱۹۹۹    |
| ۱۳۷۳۵۲ | 1999 TY103  | ۳ اکتبر ۱۹۹۹    |
| ۱۳۷۳۵۳ | 1999 TW104  | ۳ اکتبر ۱۹۹۹    |
| ۱۳۷۳۵۴ | 1999 TA105  | ۳ اکتبر ۱۹۹۹    |
| ۱۳۷۳۵۵ | 1999 TS106  | ۴ اکتبر ۱۹۹۹    |
| ۱۳۷۳۵۶ | 1999 TN108  | ۴ اکتبر ۱۹۹۹    |
| ۱۳۷۳۵۷ | 1999 TQ108  | ۴ اکتبر ۱۹۹۹    |
| ۱۳۷۳۵۸ | 1999 TE111  | ۴ اکتبر ۱۹۹۹    |
| ۱۳۷۳۵۹ | 1999 TS113  | ۴ اکتبر ۱۹۹۹    |
| ۱۳۷۳۶۰ | 1999 TF114  | ۴ اکتبر ۱۹۹۹    |
| ۱۳۷۳۶۱ | 1999 TQ114  | ۴ اکتبر ۱۹۹۹    |
| ۱۳۷۳۶۲ | 1999 TC117  | ۴ اکتبر ۱۹۹۹    |
| ۱۳۷۳۶۳ | 1999 TD117  | ۴ اکتبر ۱۹۹۹    |
| ۱۳۷۳۶۴ | 1999 TZ118  | ۴ اکتبر ۱۹۹۹    |
| ۱۳۷۳۶۵ | 1999 TU120  | ۴ اکتبر ۱۹۹۹    |
| ۱۳۷۳۶۶ | 1999 TV120  | ۴ اکتبر ۱۹۹۹    |
| ۱۳۷۳۶۷ | 1999 TC123  | ۴ اکتبر ۱۹۹۹    |
| ۱۳۷۳۶۸ | 1999 TE124  | ۴ اکتبر ۱۹۹۹    |
| ۱۳۷۳۶۹ | 1999 TQ124  | ۴ اکتبر ۱۹۹۹    |
| ۱۳۷۳۷۰ | 1999 TA126  | ۴ اکتبر ۱۹۹۹    |
| ۱۳۷۳۷۱ | 1999 TF126  | ۴ اکتبر ۱۹۹۹    |
| ۱۳۷۳۷۲ | 1999 TM126  | ۴ اکتبر ۱۹۹۹    |
| ۱۳۷۳۷۳ | 1999 TD128  | ۴ اکتبر ۱۹۹۹    |
| ۱۳۷۳۷۴ | 1999 TJ128  | ۴ اکتبر ۱۹۹۹    |
| ۱۳۷۳۷۵ | 1999 TM131  | ۶ اکتبر ۱۹۹۹    |
| ۱۳۷۳۷۶ | 1999 TT133  | ۶ اکتبر ۱۹۹۹    |
| ۱۳۷۳۷۷ | 1999 TD135  | ۶ اکتبر ۱۹۹۹    |
| ۱۳۷۳۷۸ | 1999 TS136  | ۶ اکتبر ۱۹۹۹    |
| ۱۳۷۳۷۹ | 1999 TV138  | ۶ اکتبر ۱۹۹۹    |
| ۱۳۷۳۸۰ | 1999 TO144  | ۷ اکتبر ۱۹۹۹    |
| ۱۳۷۳۸۱ | 1999 TQ149  | ۷ اکتبر ۱۹۹۹    |
| ۱۳۷۳۸۲ | 1999 TF150  | ۷ اکتبر ۱۹۹۹    |
| ۱۳۷۳۸۳ | 1999 TL151  | ۷ اکتبر ۱۹۹۹    |
| ۱۳۷۳۸۴ | 1999 TS154  | ۷ اکتبر ۱۹۹۹    |
| ۱۳۷۳۸۵ | 1999 TC155  | ۷ اکتبر ۱۹۹۹    |
| ۱۳۷۳۸۶ | 1999 TK155  | ۷ اکتبر ۱۹۹۹    |
| ۱۳۷۳۸۷ | 1999 TB156  | ۷ اکتبر ۱۹۹۹    |
| ۱۳۷۳۸۸ | 1999 TY156  | ۹ اکتبر ۱۹۹۹    |
| ۱۳۷۳۸۹ | 1999 TL157  | ۹ اکتبر ۱۹۹۹    |
| ۱۳۷۳۹۰ | 1999 TS157  | ۹ اکتبر ۱۹۹۹    |
| ۱۳۷۳۹۱ | 1999 TF158  | ۷ اکتبر ۱۹۹۹    |
| ۱۳۷۳۹۲ | 1999 TS159  | ۹ اکتبر ۱۹۹۹    |
| ۱۳۷۳۹۳ | 1999 TW159  | ۹ اکتبر ۱۹۹۹    |
| ۱۳۷۳۹۴ | 1999 TK162  | ۹ اکتبر ۱۹۹۹    |
| ۱۳۷۳۹۵ | 1999 TZ163  | ۹ اکتبر ۱۹۹۹    |
| ۱۳۷۳۹۶ | 1999 TY164  | ۱۰ اکتبر ۱۹۹۹   |
| ۱۳۷۳۹۷ | 1999 TH165  | ۱۰ اکتبر ۱۹۹۹   |
| ۱۳۷۳۹۸ | 1999 TW170  | ۱۰ اکتبر ۱۹۹۹   |
| ۱۳۷۳۹۹ | 1999 TY171  | ۱۰ اکتبر ۱۹۹۹   |
| ۱۳۷۴۰۰ | 1999 TC177  | ۱۰ اکتبر ۱۹۹۹   |
| ۱۳۷۴۰۱ | 1999 TM177  | ۱۰ اکتبر ۱۹۹۹   |
| ۱۳۷۴۰۲ | 1999 TS177  | ۱۰ اکتبر ۱۹۹۹   |
| ۱۳۷۴۰۳ | 1999 TE178  | ۱۰ اکتبر ۱۹۹۹   |
| ۱۳۷۴۰۴ | 1999 TT178  | ۱۰ اکتبر ۱۹۹۹   |
| ۱۳۷۴۰۵ | 1999 TX179  | ۱۰ اکتبر ۱۹۹۹   |
| ۱۳۷۴۰۶ | 1999 TC180  | ۱۰ اکتبر ۱۹۹۹   |
| ۱۳۷۴۰۷ | 1999 TK180  | ۱۰ اکتبر ۱۹۹۹   |
| ۱۳۷۴۰۸ | 1999 TK183  | ۱۱ اکتبر ۱۹۹۹   |
| ۱۳۷۴۰۹ | 1999 TJ186  | ۱۲ اکتبر ۱۹۹۹   |
| ۱۳۷۴۱۰ | 1999 TQ186  | ۱۲ اکتبر ۱۹۹۹   |
| ۱۳۷۴۱۱ | 1999 TS188  | ۱۲ اکتبر ۱۹۹۹   |
| ۱۳۷۴۱۲ | 1999 TM189  | ۱۲ اکتبر ۱۹۹۹   |
| ۱۳۷۴۱۳ | 1999 TY189  | ۱۲ اکتبر ۱۹۹۹   |
| ۱۳۷۴۱۴ | 1999 TB190  | ۱۲ اکتبر ۱۹۹۹   |
| ۱۳۷۴۱۵ | 1999 TY192  | ۱۲ اکتبر ۱۹۹۹   |
| ۱۳۷۴۱۶ | 1999 TW193  | ۱۲ اکتبر ۱۹۹۹   |
| ۱۳۷۴۱۷ | 1999 TW194  | ۱۲ اکتبر ۱۹۹۹   |
| ۱۳۷۴۱۸ | 1999 TK195  | ۱۲ اکتبر ۱۹۹۹   |
| ۱۳۷۴۱۹ | 1999 TN195  | ۱۲ اکتبر ۱۹۹۹   |
| ۱۳۷۴۲۰ | 1999 TT195  | ۱۲ اکتبر ۱۹۹۹   |
| ۱۳۷۴۲۱ | 1999 TR199  | ۱۲ اکتبر ۱۹۹۹   |
| ۱۳۷۴۲۲ | 1999 TE202  | ۱۳ اکتبر ۱۹۹۹   |
| ۱۳۷۴۲۳ | 1999 TO202  | ۱۳ اکتبر ۱۹۹۹   |
| ۱۳۷۴۲۴ | 1999 TY202  | ۱۳ اکتبر ۱۹۹۹   |
| ۱۳۷۴۲۵ | 1999 TV205  | ۱۳ اکتبر ۱۹۹۹   |
| ۱۳۷۴۲۶ | 1999 TM207  | ۱۴ اکتبر ۱۹۹۹   |
| ۱۳۷۴۲۷ | 1999 TF211  | ۱۵ اکتبر ۱۹۹۹   |
| ۱۳۷۴۲۸ | 1999 TJ211  | ۱۵ اکتبر ۱۹۹۹   |
| ۱۳۷۴۲۹ | 1999 TX212  | ۱۵ اکتبر ۱۹۹۹   |
| ۱۳۷۴۳۰ | 1999 TA213  | ۱۵ اکتبر ۱۹۹۹   |
| ۱۳۷۴۳۱ | 1999 TU215  | ۱۵ اکتبر ۱۹۹۹   |
| ۱۳۷۴۳۲ | 1999 TD216  | ۱۵ اکتبر ۱۹۹۹   |
| ۱۳۷۴۳۳ | 1999 TT216  | ۱۵ اکتبر ۱۹۹۹   |
| ۱۳۷۴۳۴ | 1999 TQ219  | ۱ اکتبر ۱۹۹۹    |
| ۱۳۷۴۳۵ | 1999 TE220  | ۱ اکتبر ۱۹۹۹    |
| ۱۳۷۴۳۶ | 1999 TE226  | ۲ اکتبر ۱۹۹۹    |
| ۱۳۷۴۳۷ | 1999 TG229  | ۴ اکتبر ۱۹۹۹    |
| ۱۳۷۴۳۸ | 1999 TP232  | ۵ اکتبر ۱۹۹۹    |
| ۱۳۷۴۳۹ | 1999 TL233  | ۳ اکتبر ۱۹۹۹    |
| ۱۳۷۴۴۰ | 1999 TX235  | ۳ اکتبر ۱۹۹۹    |
| ۱۳۷۴۴۱ | 1999 TG238  | ۴ اکتبر ۱۹۹۹    |
| ۱۳۷۴۴۲ | 1999 TJ239  | ۴ اکتبر ۱۹۹۹    |
| ۱۳۷۴۴۳ | 1999 TK240  | ۴ اکتبر ۱۹۹۹    |
| ۱۳۷۴۴۴ | 1999 TE245  | ۱۲ اکتبر ۱۹۹۹   |
| ۱۳۷۴۴۵ | 1999 TE247  | ۶ اکتبر ۱۹۹۹    |
| ۱۳۷۴۴۶ | 1999 TW252  | ۹ اکتبر ۱۹۹۹    |
| ۱۳۷۴۴۷ | 1999 TN254  | ۸ اکتبر ۱۹۹۹    |
| ۱۳۷۴۴۸ | 1999 TS257  | ۹ اکتبر ۱۹۹۹    |
| ۱۳۷۴۴۹ | 1999 TB264  | ۱۵ اکتبر ۱۹۹۹   |
| ۱۳۷۴۵۰ | 1999 TG273  | ۵ اکتبر ۱۹۹۹    |
| ۱۳۷۴۵۱ | 1999 TD280  | ۷ اکتبر ۱۹۹۹    |
| ۱۳۷۴۵۲ | 1999 TW281  | ۸ اکتبر ۱۹۹۹    |
| ۱۳۷۴۵۳ | 1999 TL283  | ۹ اکتبر ۱۹۹۹    |
| ۱۳۷۴۵۴ | 1999 TT283  | ۹ اکتبر ۱۹۹۹    |
| ۱۳۷۴۵۵ | 1999 TE285  | ۹ اکتبر ۱۹۹۹    |
| ۱۳۷۴۵۶ | 1999 TF288  | ۱۰ اکتبر ۱۹۹۹   |
| ۱۳۷۴۵۷ | 1999 TC289  | ۱۰ اکتبر ۱۹۹۹   |
| ۱۳۷۴۵۸ | 1999 TD290  | ۱۰ اکتبر ۱۹۹۹   |
| ۱۳۷۴۵۹ | 1999 TH293  | ۱۲ اکتبر ۱۹۹۹   |
| ۱۳۷۴۶۰ | 1999 TN313  | ۶ اکتبر ۱۹۹۹    |
| ۱۳۷۴۶۱ | 1999 TJ316  | ۱۰ اکتبر ۱۹۹۹   |
| ۱۳۷۴۶۲ | 1999 TN316  | ۱۰ اکتبر ۱۹۹۹   |
| ۱۳۷۴۶۳ | 1999 TT320  | ۱۰ اکتبر ۱۹۹۹   |
| ۱۳۷۴۶۴ | 1999 TV320  | ۱۰ اکتبر ۱۹۹۹   |
| ۱۳۷۴۶۵ | 1999 UG3    | ۱۹ اکتبر ۱۹۹۹   |
| ۱۳۷۴۶۶ | 1999 UB4    | ۲۷ اکتبر ۱۹۹۹   |
| ۱۳۷۴۶۷ | 1999 UN9    | ۲۹ اکتبر ۱۹۹۹   |
| ۱۳۷۴۶۸ | 1999 UT11   | ۲۹ اکتبر ۱۹۹۹   |
| ۱۳۷۴۶۹ | 1999 UE14   | ۲۹ اکتبر ۱۹۹۹   |
| ۱۳۷۴۷۰ | 1999 UX15   | ۲۹ اکتبر ۱۹۹۹   |
| ۱۳۷۴۷۱ | 1999 UN16   | ۲۹ اکتبر ۱۹۹۹   |
| ۱۳۷۴۷۲ | 1999 UW16   | ۲۹ اکتبر ۱۹۹۹   |
| ۱۳۷۴۷۳ | 1999 UY16   | ۳۰ اکتبر ۱۹۹۹   |
| ۱۳۷۴۷۴ | 1999 UT17   | ۳۰ اکتبر ۱۹۹۹   |
| ۱۳۷۴۷۵ | 1999 UD19   | ۳۰ اکتبر ۱۹۹۹   |
| ۱۳۷۴۷۶ | 1999 UC20   | ۳۱ اکتبر ۱۹۹۹   |
| ۱۳۷۴۷۷ | 1999 UG20   | ۳۱ اکتبر ۱۹۹۹   |
| ۱۳۷۴۷۸ | 1999 UP21   | ۳۱ اکتبر ۱۹۹۹   |
| ۱۳۷۴۷۹ | 1999 UC24   | ۲۸ اکتبر ۱۹۹۹   |
| ۱۳۷۴۸۰ | 1999 UD30   | ۳۱ اکتبر ۱۹۹۹   |
| ۱۳۷۴۸۱ | 1999 UJ30   | ۳۱ اکتبر ۱۹۹۹   |
| ۱۳۷۴۸۲ | 1999 UM30   | ۳۱ اکتبر ۱۹۹۹   |
| ۱۳۷۴۸۳ | 1999 UT32   | ۳۱ اکتبر ۱۹۹۹   |
| ۱۳۷۴۸۴ | 1999 UK34   | ۳۱ اکتبر ۱۹۹۹   |
| ۱۳۷۴۸۵ | 1999 UR35   | ۳۰ اکتبر ۱۹۹۹   |
| ۱۳۷۴۸۶ | 1999 UY35   | ۳۱ اکتبر ۱۹۹۹   |
| ۱۳۷۴۸۷ | 1999 UA37   | ۱۶ اکتبر ۱۹۹۹   |
| ۱۳۷۴۸۸ | 1999 UG44   | ۲۹ اکتبر ۱۹۹۹   |
| ۱۳۷۴۸۹ | 1999 UN45   | ۳۱ اکتبر ۱۹۹۹   |
| ۱۳۷۴۹۰ | 1999 UQ50   | ۳۰ اکتبر ۱۹۹۹   |
| ۱۳۷۴۹۱ | 1999 UD51   | ۳۱ اکتبر ۱۹۹۹   |
| ۱۳۷۴۹۲ | 1999 UM51   | ۳۱ اکتبر ۱۹۹۹   |
| ۱۳۷۴۹۳ | 1999 UO51   | ۳۱ اکتبر ۱۹۹۹   |
| ۱۳۷۴۹۴ | 1999 UJ52   | ۳۱ اکتبر ۱۹۹۹   |
| ۱۳۷۴۹۵ | 1999 UH53   | ۲۱ اکتبر ۱۹۹۹   |
| ۱۳۷۴۹۶ | 1999 UM53   | ۱۹ اکتبر ۱۹۹۹   |
| ۱۳۷۴۹۶ | 1999 VH     | ۱ نوامبر ۱۹۹۹   |
| ۱۳۷۴۹۸ | 1999 VP8    | ۷ نوامبر ۱۹۹۹   |
| ۱۳۷۴۹۹ | 1999 VS11   | ۵ نوامبر ۱۹۹۹   |
| ۱۳۷۵۰۰ | 1999 VG13   | ۱ نوامبر ۱۹۹۹   |
| ۱۳۷۵۰۱ | 1999 VE15   | ۲ نوامبر ۱۹۹۹   |
| ۱۳۷۵۰۲ | 1999 VP19   | ۱۰ نوامبر ۱۹۹۹  |
| ۱۳۷۵۰۳ | 1999 VZ19   | ۱۰ نوامبر ۱۹۹۹  |
| ۱۳۷۵۰۴ | 1999 VO21   | ۱۲ نوامبر ۱۹۹۹  |
| ۱۳۷۵۰۵ | 1999 VZ21   | ۱۲ نوامبر ۱۹۹۹  |
| ۱۳۷۵۰۶ | 1999 VA22   | ۱۲ نوامبر ۱۹۹۹  |
| ۱۳۷۵۰۷ | 1999 VH23   | ۸ نوامبر ۱۹۹۹   |
| ۱۳۷۵۰۸ | 1999 VV27   | ۳ نوامبر ۱۹۹۹   |
| ۱۳۷۵۰۹ | 1999 VA29   | ۳ نوامبر ۱۹۹۹   |
| ۱۳۷۵۱۰ | 1999 VL30   | ۳ نوامبر ۱۹۹۹   |
| ۱۳۷۵۱۱ | 1999 VW32   | ۳ نوامبر ۱۹۹۹   |
| ۱۳۷۵۱۲ | 1999 VZ33   | ۳ نوامبر ۱۹۹۹   |
| ۱۳۷۵۱۳ | 1999 VY35   | ۳ نوامبر ۱۹۹۹   |
| ۱۳۷۵۱۴ | 1999 VG37   | ۳ نوامبر ۱۹۹۹   |
| ۱۳۷۵۱۵ | 1999 VC38   | ۳ نوامبر ۱۹۹۹   |
| ۱۳۷۵۱۶ | 1999 VY41   | ۴ نوامبر ۱۹۹۹   |
| ۱۳۷۵۱۷ | 1999 VT42   | ۴ نوامبر ۱۹۹۹   |
| ۱۳۷۵۱۸ | 1999 VA43   | ۴ نوامبر ۱۹۹۹   |
| ۱۳۷۵۱۹ | 1999 VW43   | ۱ نوامبر ۱۹۹۹   |
| ۱۳۷۵۲۰ | 1999 VP44   | ۴ نوامبر ۱۹۹۹   |
| ۱۳۷۵۲۱ | 1999 VZ46   | ۴ نوامبر ۱۹۹۹   |
| ۱۳۷۵۲۲ | 1999 VD48   | ۳ نوامبر ۱۹۹۹   |
| ۱۳۷۵۲۳ | 1999 VJ49   | ۳ نوامبر ۱۹۹۹   |
| ۱۳۷۵۲۴ | 1999 VM49   | ۳ نوامبر ۱۹۹۹   |
| ۱۳۷۵۲۵ | 1999 VM50   | ۳ نوامبر ۱۹۹۹   |
| ۱۳۷۵۲۶ | 1999 VB51   | ۳ نوامبر ۱۹۹۹   |
| ۱۳۷۵۲۷ | 1999 VA52   | ۳ نوامبر ۱۹۹۹   |
| ۱۳۷۵۲۸ | 1999 VP54   | ۴ نوامبر ۱۹۹۹   |
| ۱۳۷۵۲۹ | 1999 VR54   | ۴ نوامبر ۱۹۹۹   |
| ۱۳۷۵۳۰ | 1999 VH58   | ۴ نوامبر ۱۹۹۹   |
| ۱۳۷۵۳۱ | 1999 VX58   | ۴ نوامبر ۱۹۹۹   |
| ۱۳۷۵۳۲ | 1999 VL59   | ۴ نوامبر ۱۹۹۹   |
| ۱۳۷۵۳۳ | 1999 VQ61   | ۴ نوامبر ۱۹۹۹   |
| ۱۳۷۵۳۴ | 1999 VT61   | ۴ نوامبر ۱۹۹۹   |
| ۱۳۷۵۳۵ | 1999 VE62   | ۴ نوامبر ۱۹۹۹   |
| ۱۳۷۵۳۶ | 1999 VC63   | ۴ نوامبر ۱۹۹۹   |
| ۱۳۷۵۳۷ | 1999 VR66   | ۴ نوامبر ۱۹۹۹   |
| ۱۳۷۵۳۸ | 1999 VJ67   | ۴ نوامبر ۱۹۹۹   |
| ۱۳۷۵۳۹ | 1999 VD69   | ۴ نوامبر ۱۹۹۹   |
| ۱۳۷۵۴۰ | 1999 VE69   | ۴ نوامبر ۱۹۹۹   |
| ۱۳۷۵۴۱ | 1999 VN70   | ۴ نوامبر ۱۹۹۹   |
| ۱۳۷۵۴۲ | 1999 VQ70   | ۴ نوامبر ۱۹۹۹   |
| ۱۳۷۵۴۳ | 1999 VW70   | ۴ نوامبر ۱۹۹۹   |
| ۱۳۷۵۴۴ | 1999 VG72   | ۱۲ نوامبر ۱۹۹۹  |
| ۱۳۷۵۴۵ | 1999 VP75   | ۵ نوامبر ۱۹۹۹   |
| ۱۳۷۵۴۶ | 1999 VY76   | ۵ نوامبر ۱۹۹۹   |
| ۱۳۷۵۴۷ | 1999 VZ76   | ۵ نوامبر ۱۹۹۹   |
| ۱۳۷۵۴۸ | 1999 VE77   | ۵ نوامبر ۱۹۹۹   |
| ۱۳۷۵۴۹ | 1999 VW77   | ۳ نوامبر ۱۹۹۹   |
| ۱۳۷۵۵۰ | 1999 VV78   | ۴ نوامبر ۱۹۹۹   |
| ۱۳۷۵۵۱ | 1999 VL84   | ۶ نوامبر ۱۹۹۹   |
| ۱۳۷۵۵۲ | 1999 VG85   | ۶ نوامبر ۱۹۹۹   |
| ۱۳۷۵۵۳ | 1999 VY85   | ۴ نوامبر ۱۹۹۹   |
| ۱۳۷۵۵۴ | 1999 VA86   | ۴ نوامبر ۱۹۹۹   |
| ۱۳۷۵۵۵ | 1999 VE86   | ۴ نوامبر ۱۹۹۹   |
| ۱۳۷۵۵۶ | 1999 VA89   | ۴ نوامبر ۱۹۹۹   |
| ۱۳۷۵۵۷ | 1999 VH89   | ۴ نوامبر ۱۹۹۹   |
| ۱۳۷۵۵۸ | 1999 VY89   | ۵ نوامبر ۱۹۹۹   |
| ۱۳۷۵۵۹ | 1999 VE90   | ۵ نوامبر ۱۹۹۹   |
| ۱۳۷۵۶۰ | 1999 VL92   | ۹ نوامبر ۱۹۹۹   |
| ۱۳۷۵۶۱ | 1999 VH94   | ۹ نوامبر ۱۹۹۹   |
| ۱۳۷۵۶۲ | 1999 VX95   | ۹ نوامبر ۱۹۹۹   |
| ۱۳۷۵۶۳ | 1999 VB96   | ۹ نوامبر ۱۹۹۹   |
| ۱۳۷۵۶۴ | 1999 VD100  | ۹ نوامبر ۱۹۹۹   |
| ۱۳۷۵۶۵ | 1999 VW101  | ۹ نوامبر ۱۹۹۹   |
| ۱۳۷۵۶۶ | 1999 VO104  | ۹ نوامبر ۱۹۹۹   |
| ۱۳۷۵۶۷ | 1999 VZ104  | ۹ نوامبر ۱۹۹۹   |
| ۱۳۷۵۶۸ | 1999 VW106  | ۹ نوامبر ۱۹۹۹   |
| ۱۳۷۵۶۹ | 1999 VJ108  | ۹ نوامبر ۱۹۹۹   |
| ۱۳۷۵۷۰ | 1999 VF109  | ۹ نوامبر ۱۹۹۹   |
| ۱۳۷۵۷۱ | 1999 VT110  | ۹ نوامبر ۱۹۹۹   |
| ۱۳۷۵۷۲ | 1999 VC112  | ۹ نوامبر ۱۹۹۹   |
| ۱۳۷۵۷۳ | 1999 VR113  | ۴ نوامبر ۱۹۹۹   |
| ۱۳۷۵۷۴ | 1999 VF120  | ۴ نوامبر ۱۹۹۹   |
| ۱۳۷۵۷۵ | 1999 VT121  | ۴ نوامبر ۱۹۹۹   |
| ۱۳۷۵۷۶ | 1999 VZ123  | ۵ نوامبر ۱۹۹۹   |
| ۱۳۷۵۷۷ | 1999 VW125  | ۶ نوامبر ۱۹۹۹   |
| ۱۳۷۵۷۸ | 1999 VN127  | ۹ نوامبر ۱۹۹۹   |
| ۱۳۷۵۷۹ | 1999 VH130  | ۱۲ نوامبر ۱۹۹۹  |
| ۱۳۷۵۸۰ | 1999 VO136  | ۹ نوامبر ۱۹۹۹   |
| ۱۳۷۵۸۱ | 1999 VV137  | ۱۲ نوامبر ۱۹۹۹  |
| ۱۳۷۵۸۲ | 1999 VE139  | ۹ نوامبر ۱۹۹۹   |
| ۱۳۷۵۸۳ | 1999 VE141  | ۱۰ نوامبر ۱۹۹۹  |
| ۱۳۷۵۸۴ | 1999 VK142  | ۱۰ نوامبر ۱۹۹۹  |
| ۱۳۷۵۸۵ | 1999 VJ145  | ۹ نوامبر ۱۹۹۹   |
| ۱۳۷۵۸۶ | 1999 VS145  | ۹ نوامبر ۱۹۹۹   |
| ۱۳۷۵۸۷ | 1999 VU146  | ۱۲ نوامبر ۱۹۹۹  |
| ۱۳۷۵۸۸ | 1999 VN147  | ۱۳ نوامبر ۱۹۹۹  |
| ۱۳۷۵۸۹ | 1999 VR149  | ۱۴ نوامبر ۱۹۹۹  |
| ۱۳۷۵۹۰ | 1999 VF151  | ۱۴ نوامبر ۱۹۹۹  |
| ۱۳۷۵۹۱ | 1999 VN153  | ۱۱ نوامبر ۱۹۹۹  |
| ۱۳۷۵۹۲ | 1999 VU153  | ۱۳ نوامبر ۱۹۹۹  |
| ۱۳۷۵۹۳ | 1999 VM158  | ۱۴ نوامبر ۱۹۹۹  |
| ۱۳۷۵۹۴ | 1999 VA161  | ۱۴ نوامبر ۱۹۹۹  |
| ۱۳۷۵۹۵ | 1999 VP161  | ۱۴ نوامبر ۱۹۹۹  |
| ۱۳۷۵۹۶ | 1999 VV161  | ۱۴ نوامبر ۱۹۹۹  |
| ۱۳۷۵۹۷ | 1999 VW161  | ۱۴ نوامبر ۱۹۹۹  |
| ۱۳۷۵۹۸ | 1999 VA164  | ۱۴ نوامبر ۱۹۹۹  |
| ۱۳۷۵۹۹ | 1999 VN164  | ۱۴ نوامبر ۱۹۹۹  |
| ۱۳۷۶۰۰ | 1999 VJ169  | ۱۴ نوامبر ۱۹۹۹  |
| ۱۳۷۶۰۱ | 1999 VO170  | ۱۴ نوامبر ۱۹۹۹  |
| ۱۳۷۶۰۲ | 1999 VF171  | ۱۴ نوامبر ۱۹۹۹  |
| ۱۳۷۶۰۳ | 1999 VJ171  | ۱۴ نوامبر ۱۹۹۹  |
| ۱۳۷۶۰۴ | 1999 VP173  | ۱۵ نوامبر ۱۹۹۹  |
| ۱۳۷۶۰۵ | 1999 VK174  | ۱۱ نوامبر ۱۹۹۹  |
| ۱۳۷۶۰۶ | 1999 VJ175  | ۱۰ نوامبر ۱۹۹۹  |
| ۱۳۷۶۰۷ | 1999 VC176  | ۲ نوامبر ۱۹۹۹   |
| ۱۳۷۶۰۸ | 1999 VZ176  | ۵ نوامبر ۱۹۹۹   |
| ۱۳۷۶۰۹ | 1999 VF180  | ۵ نوامبر ۱۹۹۹   |
| ۱۳۷۶۱۰ | 1999 VB183  | ۹ نوامبر ۱۹۹۹   |
| ۱۳۷۶۱۱ | 1999 VU183  | ۱۲ نوامبر ۱۹۹۹  |
| ۱۳۷۶۱۲ | 1999 VQ187  | ۱۵ نوامبر ۱۹۹۹  |
| ۱۳۷۶۱۳ | 1999 VW188  | ۱۵ نوامبر ۱۹۹۹  |
| ۱۳۷۶۱۴ | 1999 VN189  | ۱۵ نوامبر ۱۹۹۹  |
| ۱۳۷۶۱۵ | 1999 VR191  | ۱۲ نوامبر ۱۹۹۹  |
| ۱۳۷۶۱۶ | 1999 VJ192  | ۱ نوامبر ۱۹۹۹   |
| ۱۳۷۶۱۷ | 1999 VJ195  | ۳ نوامبر ۱۹۹۹   |
| ۱۳۷۶۱۸ | 1999 VT197  | ۳ نوامبر ۱۹۹۹   |
| ۱۳۷۶۱۹ | 1999 VG204  | ۹ نوامبر ۱۹۹۹   |
| ۱۳۷۶۲۰ | 1999 VD207  | ۱۱ نوامبر ۱۹۹۹  |
| ۱۳۷۶۲۱ | 1999 VL207  | ۱۲ نوامبر ۱۹۹۹  |
| ۱۳۷۶۲۲ | 1999 VR207  | ۱۳ نوامبر ۱۹۹۹  |
| ۱۳۷۶۲۳ | 1999 VB211  | ۱۳ نوامبر ۱۹۹۹  |
| ۱۳۷۶۲۴ | 1999 VQ213  | ۱۴ نوامبر ۱۹۹۹  |
| ۱۳۷۶۲۵ | 1999 VT219  | ۵ نوامبر ۱۹۹۹   |
| ۱۳۷۶۲۶ | 1999 VG220  | ۳ نوامبر ۱۹۹۹   |
| ۱۳۷۶۲۷ | 1999 VS220  | ۳ نوامبر ۱۹۹۹   |
| ۱۳۷۶۲۸ | 1999 VH222  | ۴ نوامبر ۱۹۹۹   |
| ۱۳۷۶۲۹ | 1999 VN226  | ۱۳ نوامبر ۱۹۹۹  |
| ۱۳۷۶۲۹ | 1999 WV     | ۱۸ نوامبر ۱۹۹۹  |
| ۱۳۷۶۳۱ | 1999 WU1    | ۲۵ نوامبر ۱۹۹۹  |
| ۱۳۷۶۳۲ | 1999 WG2    | ۲۶ نوامبر ۱۹۹۹  |
| ۱۳۷۶۳۳ | 1999 WR2    | ۲۶ نوامبر ۱۹۹۹  |
| ۱۳۷۶۳۴ | 1999 WF5    | ۲۸ نوامبر ۱۹۹۹  |
| ۱۳۷۶۳۵ | 1999 WD8    | ۲۸ نوامبر ۱۹۹۹  |
| ۱۳۷۶۳۶ | 1999 WS8    | ۲۸ نوامبر ۱۹۹۹  |
| ۱۳۷۶۳۷ | 1999 WS10   | ۲۸ نوامبر ۱۹۹۹  |
| ۱۳۷۶۳۸ | 1999 WS11   | ۲۸ نوامبر ۱۹۹۹  |
| ۱۳۷۶۳۹ | 1999 WC12   | ۲۸ نوامبر ۱۹۹۹  |
| ۱۳۷۶۴۰ | 1999 WW12   | ۳۰ نوامبر ۱۹۹۹  |
| ۱۳۷۶۴۱ | 1999 WE13   | ۳۰ نوامبر ۱۹۹۹  |
| ۱۳۷۶۴۲ | 1999 WU14   | ۲۸ نوامبر ۱۹۹۹  |
| ۱۳۷۶۴۳ | 1999 WC15   | ۲۹ نوامبر ۱۹۹۹  |
| ۱۳۷۶۴۴ | 1999 WJ15   | ۲۹ نوامبر ۱۹۹۹  |
| ۱۳۷۶۴۵ | 1999 WZ15   | ۲۹ نوامبر ۱۹۹۹  |
| ۱۳۷۶۴۶ | 1999 WB16   | ۲۹ نوامبر ۱۹۹۹  |
| ۱۳۷۶۴۷ | 1999 WR16   | ۳۰ نوامبر ۱۹۹۹  |
| ۱۳۷۶۴۸ | 1999 WF19   | ۳۰ نوامبر ۱۹۹۹  |
| ۱۳۷۶۴۹ | 1999 WJ20   | ۱۶ نوامبر ۱۹۹۹  |
| ۱۳۷۶۵۰ | 1999 WZ24   | ۲۸ نوامبر ۱۹۹۹  |
| ۱۳۷۶۵۱ | 1999 WG25   | ۲۹ نوامبر ۱۹۹۹  |
| ۱۳۷۶۵۲ | 1999 WJ25   | ۲۹ نوامبر ۱۹۹۹  |
| ۱۳۷۶۵۲ | 1999 XY     | ۲ دسامبر ۱۹۹۹   |
| ۱۳۷۶۵۴ | 1999 XP2    | ۳ دسامبر ۱۹۹۹   |
| ۱۳۷۶۵۵ | 1999 XE3    | ۴ دسامبر ۱۹۹۹   |
| ۱۳۷۶۵۶ | 1999 XU6    | ۴ دسامبر ۱۹۹۹   |
| ۱۳۷۶۵۷ | 1999 XZ8    | ۵ دسامبر ۱۹۹۹   |
| ۱۳۷۶۵۸ | 1999 XZ9    | ۵ دسامبر ۱۹۹۹   |
| ۱۳۷۶۵۹ | 1999 XD12   | ۶ دسامبر ۱۹۹۹   |
| ۱۳۷۶۶۰ | 1999 XO12   | ۵ دسامبر ۱۹۹۹   |
| ۱۳۷۶۶۱ | 1999 XF15   | ۶ دسامبر ۱۹۹۹   |
| ۱۳۷۶۶۲ | 1999 XJ16   | ۷ دسامبر ۱۹۹۹   |
| ۱۳۷۶۶۳ | 1999 XH19   | ۳ دسامبر ۱۹۹۹   |
| ۱۳۷۶۶۴ | 1999 XJ22   | ۶ دسامبر ۱۹۹۹   |
| ۱۳۷۶۶۵ | 1999 XR24   | ۶ دسامبر ۱۹۹۹   |
| ۱۳۷۶۶۶ | 1999 XG25   | ۶ دسامبر ۱۹۹۹   |
| ۱۳۷۶۶۷ | 1999 XW25   | ۶ دسامبر ۱۹۹۹   |
| ۱۳۷۶۶۸ | 1999 XK28   | ۶ دسامبر ۱۹۹۹   |
| ۱۳۷۶۶۹ | 1999 XX28   | ۶ دسامبر ۱۹۹۹   |
| ۱۳۷۶۷۰ | 1999 XE33   | ۶ دسامبر ۱۹۹۹   |
| ۱۳۷۶۷۱ | 1999 XP35   | ۶ دسامبر ۱۹۹۹   |
| ۱۳۷۶۷۲ | 1999 XP40   | ۷ دسامبر ۱۹۹۹   |
| ۱۳۷۶۷۳ | 1999 XX40   | ۷ دسامبر ۱۹۹۹   |
| ۱۳۷۶۷۴ | 1999 XA42   | ۷ دسامبر ۱۹۹۹   |
| ۱۳۷۶۷۵ | 1999 XF42   | ۷ دسامبر ۱۹۹۹   |
| ۱۳۷۶۷۶ | 1999 XH42   | ۷ دسامبر ۱۹۹۹   |
| ۱۳۷۶۷۷ | 1999 XA44   | ۷ دسامبر ۱۹۹۹   |
| ۱۳۷۶۷۸ | 1999 XW44   | ۷ دسامبر ۱۹۹۹   |
| ۱۳۷۶۷۹ | 1999 XC45   | ۷ دسامبر ۱۹۹۹   |
| ۱۳۷۶۸۰ | 1999 XW45   | ۷ دسامبر ۱۹۹۹   |
| ۱۳۷۶۸۱ | 1999 XT46   | ۷ دسامبر ۱۹۹۹   |
| ۱۳۷۶۸۲ | 1999 XD48   | ۷ دسامبر ۱۹۹۹   |
| ۱۳۷۶۸۳ | 1999 XS50   | ۷ دسامبر ۱۹۹۹   |
| ۱۳۷۶۸۴ | 1999 XH51   | ۷ دسامبر ۱۹۹۹   |
| ۱۳۷۶۸۵ | 1999 XT51   | ۷ دسامبر ۱۹۹۹   |
| ۱۳۷۶۸۶ | 1999 XA52   | ۷ دسامبر ۱۹۹۹   |
| ۱۳۷۶۸۷ | 1999 XV55   | ۷ دسامبر ۱۹۹۹   |
| ۱۳۷۶۸۸ | 1999 XF59   | ۷ دسامبر ۱۹۹۹   |
| ۱۳۷۶۸۹ | 1999 XB60   | ۷ دسامبر ۱۹۹۹   |
| ۱۳۷۶۹۰ | 1999 XW61   | ۷ دسامبر ۱۹۹۹   |
| ۱۳۷۶۹۱ | 1999 XC62   | ۷ دسامبر ۱۹۹۹   |
| ۱۳۷۶۹۲ | 1999 XU62   | ۷ دسامبر ۱۹۹۹   |
| ۱۳۷۶۹۳ | 1999 XG63   | ۷ دسامبر ۱۹۹۹   |
| ۱۳۷۶۹۴ | 1999 XW64   | ۷ دسامبر ۱۹۹۹   |
| ۱۳۷۶۹۵ | 1999 XT68   | ۷ دسامبر ۱۹۹۹   |
| ۱۳۷۶۹۶ | 1999 XA69   | ۷ دسامبر ۱۹۹۹   |
| ۱۳۷۶۹۷ | 1999 XM69   | ۷ دسامبر ۱۹۹۹   |
| ۱۳۷۶۹۸ | 1999 XR69   | ۷ دسامبر ۱۹۹۹   |
| ۱۳۷۶۹۹ | 1999 XE72   | ۷ دسامبر ۱۹۹۹   |
| ۱۳۷۷۰۰ | 1999 XV72   | ۷ دسامبر ۱۹۹۹   |
| ۱۳۷۷۰۱ | 1999 XR73   | ۷ دسامبر ۱۹۹۹   |
| ۱۳۷۷۰۲ | 1999 XZ75   | ۷ دسامبر ۱۹۹۹   |
| ۱۳۷۷۰۳ | 1999 XE78   | ۷ دسامبر ۱۹۹۹   |
| ۱۳۷۷۰۴ | 1999 XV78   | ۷ دسامبر ۱۹۹۹   |
| ۱۳۷۷۰۵ | 1999 XL81   | ۷ دسامبر ۱۹۹۹   |
| ۱۳۷۷۰۶ | 1999 XB83   | ۷ دسامبر ۱۹۹۹   |
| ۱۳۷۷۰۷ | 1999 XJ83   | ۷ دسامبر ۱۹۹۹   |
| ۱۳۷۷۰۸ | 1999 XK89   | ۷ دسامبر ۱۹۹۹   |
| ۱۳۷۷۰۹ | 1999 XX89   | ۷ دسامبر ۱۹۹۹   |
| ۱۳۷۷۱۰ | 1999 XH93   | ۷ دسامبر ۱۹۹۹   |
| ۱۳۷۷۱۱ | 1999 XJ96   | ۷ دسامبر ۱۹۹۹   |
| ۱۳۷۷۱۲ | 1999 XU96   | ۷ دسامبر ۱۹۹۹   |
| ۱۳۷۷۱۳ | 1999 XX96   | ۷ دسامبر ۱۹۹۹   |
| ۱۳۷۷۱۴ | 1999 XY96   | ۷ دسامبر ۱۹۹۹   |
| ۱۳۷۷۱۵ | 1999 XA98   | ۷ دسامبر ۱۹۹۹   |
| ۱۳۷۷۱۶ | 1999 XG98   | ۷ دسامبر ۱۹۹۹   |
| ۱۳۷۷۱۷ | 1999 XT101  | ۷ دسامبر ۱۹۹۹   |
| ۱۳۷۷۱۸ | 1999 XA102  | ۷ دسامبر ۱۹۹۹   |
| ۱۳۷۷۱۹ | 1999 XS102  | ۷ دسامبر ۱۹۹۹   |
| ۱۳۷۷۲۰ | 1999 XU102  | ۷ دسامبر ۱۹۹۹   |
| ۱۳۷۷۲۱ | 1999 XW103  | ۷ دسامبر ۱۹۹۹   |
| ۱۳۷۷۲۲ | 1999 XN104  | ۷ دسامبر ۱۹۹۹   |
| ۱۳۷۷۲۳ | 1999 XR107  | ۴ دسامبر ۱۹۹۹   |
| ۱۳۷۷۲۴ | 1999 XW111  | ۷ دسامبر ۱۹۹۹   |
| ۱۳۷۷۲۵ | 1999 XY111  | ۷ دسامبر ۱۹۹۹   |
| ۱۳۷۷۲۶ | 1999 XL115  | ۴ دسامبر ۱۹۹۹   |
| ۱۳۷۷۲۷ | 1999 XG117  | ۵ دسامبر ۱۹۹۹   |
| ۱۳۷۷۲۸ | 1999 XP117  | ۵ دسامبر ۱۹۹۹   |
| ۱۳۷۷۲۹ | 1999 XW118  | ۵ دسامبر ۱۹۹۹   |
| ۱۳۷۷۳۰ | 1999 XR121  | ۵ دسامبر ۱۹۹۹   |
| ۱۳۷۷۳۱ | 1999 XW121  | ۷ دسامبر ۱۹۹۹   |
| ۱۳۷۷۳۲ | 1999 XY121  | ۷ دسامبر ۱۹۹۹   |
| ۱۳۷۷۳۳ | 1999 XG122  | ۷ دسامبر ۱۹۹۹   |
| ۱۳۷۷۳۴ | 1999 XC123  | ۷ دسامبر ۱۹۹۹   |
| ۱۳۷۷۳۵ | 1999 XF124  | ۷ دسامبر ۱۹۹۹   |
| ۱۳۷۷۳۶ | 1999 XX125  | ۷ دسامبر ۱۹۹۹   |
| ۱۳۷۷۳۷ | 1999 XD128  | ۷ دسامبر ۱۹۹۹   |
| ۱۳۷۷۳۸ | 1999 XK130  | ۱۲ دسامبر ۱۹۹۹  |
| ۱۳۷۷۳۹ | 1999 XO130  | ۱۲ دسامبر ۱۹۹۹  |
| ۱۳۷۷۴۰ | 1999 XN131  | ۱۲ دسامبر ۱۹۹۹  |
| ۱۳۷۷۴۱ | 1999 XA135  | ۶ دسامبر ۱۹۹۹   |
| ۱۳۷۷۴۲ | 1999 XH136  | ۱۳ دسامبر ۱۹۹۹  |
| ۱۳۷۷۴۳ | 1999 XE138  | ۲ دسامبر ۱۹۹۹   |
| ۱۳۷۷۴۴ | 1999 XU138  | ۵ دسامبر ۱۹۹۹   |
| ۱۳۷۷۴۵ | 1999 XY141  | ۱۲ دسامبر ۱۹۹۹  |
| ۱۳۷۷۴۶ | 1999 XP153  | ۷ دسامبر ۱۹۹۹   |
| ۱۳۷۷۴۷ | 1999 XC154  | ۸ دسامبر ۱۹۹۹   |
| ۱۳۷۷۴۸ | 1999 XQ154  | ۸ دسامبر ۱۹۹۹   |
| ۱۳۷۷۴۹ | 1999 XR154  | ۸ دسامبر ۱۹۹۹   |
| ۱۳۷۷۵۰ | 1999 XB157  | ۸ دسامبر ۱۹۹۹   |
| ۱۳۷۷۵۱ | 1999 XB159  | ۸ دسامبر ۱۹۹۹   |
| ۱۳۷۷۵۲ | 1999 XU160  | ۸ دسامبر ۱۹۹۹   |
| ۱۳۷۷۵۳ | 1999 XP161  | ۱۳ دسامبر ۱۹۹۹  |
| ۱۳۷۷۵۴ | 1999 XY162  | ۸ دسامبر ۱۹۹۹   |
| ۱۳۷۷۵۵ | 1999 XB164  | ۸ دسامبر ۱۹۹۹   |
| ۱۳۷۷۵۶ | 1999 XZ166  | ۱۰ دسامبر ۱۹۹۹  |
| ۱۳۷۷۵۷ | 1999 XK171  | ۱۰ دسامبر ۱۹۹۹  |
| ۱۳۷۷۵۸ | 1999 XH173  | ۱۰ دسامبر ۱۹۹۹  |
| ۱۳۷۷۵۹ | 1999 XM173  | ۱۰ دسامبر ۱۹۹۹  |
| ۱۳۷۷۶۰ | 1999 XF176  | ۱۰ دسامبر ۱۹۹۹  |
| ۱۳۷۷۶۱ | 1999 XG177  | ۱۰ دسامبر ۱۹۹۹  |
| ۱۳۷۷۶۲ | 1999 XM179  | ۱۰ دسامبر ۱۹۹۹  |
| ۱۳۷۷۶۳ | 1999 XW179  | ۱۰ دسامبر ۱۹۹۹  |
| ۱۳۷۷۶۴ | 1999 XX179  | ۱۰ دسامبر ۱۹۹۹  |
| ۱۳۷۷۶۵ | 1999 XT182  | ۱۲ دسامبر ۱۹۹۹  |
| ۱۳۷۷۶۶ | 1999 XM184  | ۱۲ دسامبر ۱۹۹۹  |
| ۱۳۷۷۶۷ | 1999 XG186  | ۱۲ دسامبر ۱۹۹۹  |
| ۱۳۷۷۶۸ | 1999 XU187  | ۱۲ دسامبر ۱۹۹۹  |
| ۱۳۷۷۶۹ | 1999 XU189  | ۱۲ دسامبر ۱۹۹۹  |
| ۱۳۷۷۷۰ | 1999 XD195  | ۱۲ دسامبر ۱۹۹۹  |
| ۱۳۷۷۷۱ | 1999 XS196  | ۱۲ دسامبر ۱۹۹۹  |
| ۱۳۷۷۷۲ | 1999 XZ197  | ۱۲ دسامبر ۱۹۹۹  |
| ۱۳۷۷۷۳ | 1999 XM216  | ۱۳ دسامبر ۱۹۹۹  |
| ۱۳۷۷۷۴ | 1999 XP217  | ۱۳ دسامبر ۱۹۹۹  |
| ۱۳۷۷۷۵ | 1999 XH218  | ۱۳ دسامبر ۱۹۹۹  |
| ۱۳۷۷۷۶ | 1999 XJ218  | ۱۳ دسامبر ۱۹۹۹  |
| ۱۳۷۷۷۷ | 1999 XN218  | ۱۳ دسامبر ۱۹۹۹  |
| ۱۳۷۷۷۸ | 1999 XL220  | ۱۲ دسامبر ۱۹۹۹  |
| ۱۳۷۷۷۹ | 1999 XL221  | ۱۵ دسامبر ۱۹۹۹  |
| ۱۳۷۷۸۰ | 1999 XO223  | ۱۳ دسامبر ۱۹۹۹  |
| ۱۳۷۷۸۱ | 1999 XX224  | ۱۳ دسامبر ۱۹۹۹  |
| ۱۳۷۷۸۲ | 1999 XF226  | ۱۴ دسامبر ۱۹۹۹  |
| ۱۳۷۷۸۳ | 1999 XQ226  | ۱۴ دسامبر ۱۹۹۹  |
| ۱۳۷۷۸۴ | 1999 XV228  | ۱۴ دسامبر ۱۹۹۹  |
| ۱۳۷۷۸۵ | 1999 XB234  | ۴ دسامبر ۱۹۹۹   |
| ۱۳۷۷۸۶ | 1999 XE237  | ۵ دسامبر ۱۹۹۹   |
| ۱۳۷۷۸۷ | 1999 XV237  | ۵ دسامبر ۱۹۹۹   |
| ۱۳۷۷۸۸ | 1999 XP238  | ۴ دسامبر ۱۹۹۹   |
| ۱۳۷۷۸۹ | 1999 XF239  | ۵ دسامبر ۱۹۹۹   |
| ۱۳۷۷۹۰ | 1999 XJ239  | ۷ دسامبر ۱۹۹۹   |
| ۱۳۷۷۹۱ | 1999 XR242  | ۱۳ دسامبر ۱۹۹۹  |
| ۱۳۷۷۹۲ | 1999 XP245  | ۵ دسامبر ۱۹۹۹   |
| ۱۳۷۷۹۳ | 1999 XU250  | ۵ دسامبر ۱۹۹۹   |
| ۱۳۷۷۹۴ | 1999 XK252  | ۹ دسامبر ۱۹۹۹   |
| ۱۳۷۷۹۵ | 1999 XM252  | ۱۲ دسامبر ۱۹۹۹  |
| ۱۳۷۷۹۶ | 1999 XB254  | ۱۲ دسامبر ۱۹۹۹  |
| ۱۳۷۷۹۷ | 1999 XS255  | ۴ دسامبر ۱۹۹۹   |
| ۱۳۷۷۹۸ | 1999 XH256  | ۷ دسامبر ۱۹۹۹   |
| ۱۳۷۷۹۸ | 1999 YB     | ۱۶ دسامبر ۱۹۹۹  |
| ۱۳۷۷۹۸ | 1999 YE     | ۱۶ دسامبر ۱۹۹۹  |
| ۱۳۷۷۹۸ | 1999 YR     | ۱۶ دسامبر ۱۹۹۹  |
| ۱۳۷۷۹۸ | 1999 YT     | ۱۶ دسامبر ۱۹۹۹  |
| ۱۳۷۸۰۳ | 1999 YR1    | ۱۶ دسامبر ۱۹۹۹  |
| ۱۳۷۸۰۴ | 1999 YQ2    | ۱۶ دسامبر ۱۹۹۹  |
| ۱۳۷۸۰۵ | 1999 YK5    | ۲۸ دسامبر ۱۹۹۹  |
| ۱۳۷۸۰۶ | 1999 YW6    | ۳۰ دسامبر ۱۹۹۹  |
| ۱۳۷۸۰۷ | 1999 YE7    | ۳۰ دسامبر ۱۹۹۹  |
| ۱۳۷۸۰۸ | 1999 YU7    | ۲۷ دسامبر ۱۹۹۹  |
| ۱۳۷۸۰۹ | 1999 YL8    | ۲۷ دسامبر ۱۹۹۹  |
| ۱۳۷۸۱۰ | 1999 YS8    | ۲۷ دسامبر ۱۹۹۹  |
| ۱۳۷۸۱۱ | 1999 YD14   | ۳۱ دسامبر ۱۹۹۹  |
| ۱۳۷۸۱۲ | 1999 YU14   | ۳۱ دسامبر ۱۹۹۹  |
| ۱۳۷۸۱۳ | 1999 YB16   | ۳۱ دسامبر ۱۹۹۹  |
| ۱۳۷۸۱۴ | 1999 YJ17   | ۳۱ دسامبر ۱۹۹۹  |
| ۱۳۷۸۱۵ | 1999 YS23   | ۱۶ دسامبر ۱۹۹۹  |
| ۱۳۷۸۱۶ | 1999 YD25   | ۲۷ دسامبر ۱۹۹۹  |
| ۱۳۷۸۱۷ | 2000 AE1    | ۲ ژانویه ۲۰۰۰   |
| ۱۳۷۸۱۸ | 2000 AR3    | ۲ ژانویه ۲۰۰۰   |
| ۱۳۷۸۱۹ | 2000 AD4    | ۳ ژانویه ۲۰۰۰   |
| ۱۳۷۸۲۰ | 2000 AL6    | ۴ ژانویه ۲۰۰۰   |
| ۱۳۷۸۲۱ | 2000 AO7    | ۲ ژانویه ۲۰۰۰   |
| ۱۳۷۸۲۲ | 2000 AB13   | ۳ ژانویه ۲۰۰۰   |
| ۱۳۷۸۲۳ | 2000 AN14   | ۳ ژانویه ۲۰۰۰   |
| ۱۳۷۸۲۴ | 2000 AT16   | ۳ ژانویه ۲۰۰۰   |
| ۱۳۷۸۲۵ | 2000 AX17   | ۳ ژانویه ۲۰۰۰   |
| ۱۳۷۸۲۶ | 2000 AX21   | ۳ ژانویه ۲۰۰۰   |
| ۱۳۷۸۲۷ | 2000 AY21   | ۳ ژانویه ۲۰۰۰   |
| ۱۳۷۸۲۸ | 2000 AC22   | ۳ ژانویه ۲۰۰۰   |
| ۱۳۷۸۲۹ | 2000 AC24   | ۳ ژانویه ۲۰۰۰   |
| ۱۳۷۸۳۰ | 2000 AP24   | ۳ ژانویه ۲۰۰۰   |
| ۱۳۷۸۳۱ | 2000 AM25   | ۳ ژانویه ۲۰۰۰   |
| ۱۳۷۸۳۲ | 2000 AW25   | ۳ ژانویه ۲۰۰۰   |
| ۱۳۷۸۳۳ | 2000 AZ25   | ۳ ژانویه ۲۰۰۰   |
| ۱۳۷۸۳۴ | 2000 AM26   | ۳ ژانویه ۲۰۰۰   |
| ۱۳۷۸۳۵ | 2000 AX27   | ۳ ژانویه ۲۰۰۰   |
| ۱۳۷۸۳۶ | 2000 AZ27   | ۳ ژانویه ۲۰۰۰   |
| ۱۳۷۸۳۷ | 2000 AX28   | ۳ ژانویه ۲۰۰۰   |
| ۱۳۷۸۳۸ | 2000 AD29   | ۳ ژانویه ۲۰۰۰   |
| ۱۳۷۸۳۹ | 2000 AM32   | ۳ ژانویه ۲۰۰۰   |
| ۱۳۷۸۴۰ | 2000 AX32   | ۳ ژانویه ۲۰۰۰   |
| ۱۳۷۸۴۱ | 2000 AN35   | ۳ ژانویه ۲۰۰۰   |
| ۱۳۷۸۴۲ | 2000 AK37   | ۳ ژانویه ۲۰۰۰   |
| ۱۳۷۸۴۳ | 2000 AM37   | ۳ ژانویه ۲۰۰۰   |
| ۱۳۷۸۴۴ | 2000 AS37   | ۳ ژانویه ۲۰۰۰   |
| ۱۳۷۸۴۵ | 2000 AT37   | ۳ ژانویه ۲۰۰۰   |
| ۱۳۷۸۴۶ | 2000 AT41   | ۳ ژانویه ۲۰۰۰   |
| ۱۳۷۸۴۷ | 2000 AT43   | ۲ ژانویه ۲۰۰۰   |
| ۱۳۷۸۴۸ | 2000 AT45   | ۳ ژانویه ۲۰۰۰   |
| ۱۳۷۸۴۹ | 2000 AY50   | ۶ ژانویه ۲۰۰۰   |
| ۱۳۷۸۵۰ | 2000 AL52   | ۴ ژانویه ۲۰۰۰   |
| ۱۳۷۸۵۱ | 2000 AR52   | ۴ ژانویه ۲۰۰۰   |
| ۱۳۷۸۵۲ | 2000 AW52   | ۴ ژانویه ۲۰۰۰   |
| ۱۳۷۸۵۳ | 2000 AB53   | ۴ ژانویه ۲۰۰۰   |
| ۱۳۷۸۵۴ | 2000 AG54   | ۴ ژانویه ۲۰۰۰   |
| ۱۳۷۸۵۵ | 2000 AQ56   | ۴ ژانویه ۲۰۰۰   |
| ۱۳۷۸۵۶ | 2000 AP57   | ۴ ژانویه ۲۰۰۰   |
| ۱۳۷۸۵۷ | 2000 AT59   | ۴ ژانویه ۲۰۰۰   |
| ۱۳۷۸۵۸ | 2000 AX59   | ۴ ژانویه ۲۰۰۰   |
| ۱۳۷۸۵۹ | 2000 AX61   | ۴ ژانویه ۲۰۰۰   |
| ۱۳۷۸۶۰ | 2000 AK65   | ۴ ژانویه ۲۰۰۰   |
| ۱۳۷۸۶۱ | 2000 AA66   | ۴ ژانویه ۲۰۰۰   |
| ۱۳۷۸۶۲ | 2000 AP66   | ۴ ژانویه ۲۰۰۰   |
| ۱۳۷۸۶۳ | 2000 AQ66   | ۴ ژانویه ۲۰۰۰   |
| ۱۳۷۸۶۴ | 2000 AU78   | ۵ ژانویه ۲۰۰۰   |
| ۱۳۷۸۶۵ | 2000 AJ82   | ۵ ژانویه ۲۰۰۰   |
| ۱۳۷۸۶۶ | 2000 AP82   | ۵ ژانویه ۲۰۰۰   |
| ۱۳۷۸۶۷ | 2000 AO83   | ۵ ژانویه ۲۰۰۰   |
| ۱۳۷۸۶۸ | 2000 AA84   | ۵ ژانویه ۲۰۰۰   |
| ۱۳۷۸۶۹ | 2000 AA86   | ۵ ژانویه ۲۰۰۰   |
| ۱۳۷۸۷۰ | 2000 AE86   | ۵ ژانویه ۲۰۰۰   |
| ۱۳۷۸۷۱ | 2000 AO86   | ۵ ژانویه ۲۰۰۰   |
| ۱۳۷۸۷۲ | 2000 AH87   | ۵ ژانویه ۲۰۰۰   |
| ۱۳۷۸۷۳ | 2000 AC91   | ۵ ژانویه ۲۰۰۰   |
| ۱۳۷۸۷۴ | 2000 AV93   | ۷ ژانویه ۲۰۰۰   |
| ۱۳۷۸۷۵ | 2000 AE98   | ۴ ژانویه ۲۰۰۰   |
| ۱۳۷۸۷۶ | 2000 AR104  | ۵ ژانویه ۲۰۰۰   |
| ۱۳۷۸۷۷ | 2000 AB105  | ۵ ژانویه ۲۰۰۰   |
| ۱۳۷۸۷۸ | 2000 AS106  | ۵ ژانویه ۲۰۰۰   |
| ۱۳۷۸۷۹ | 2000 AJ114  | ۵ ژانویه ۲۰۰۰   |
| ۱۳۷۸۸۰ | 2000 AA115  | ۵ ژانویه ۲۰۰۰   |
| ۱۳۷۸۸۱ | 2000 AR119  | ۵ ژانویه ۲۰۰۰   |
| ۱۳۷۸۸۲ | 2000 AF120  | ۵ ژانویه ۲۰۰۰   |
| ۱۳۷۸۸۳ | 2000 AP127  | ۵ ژانویه ۲۰۰۰   |
| ۱۳۷۸۸۴ | 2000 AG128  | ۵ ژانویه ۲۰۰۰   |
| ۱۳۷۸۸۵ | 2000 AG129  | ۵ ژانویه ۲۰۰۰   |
| ۱۳۷۸۸۶ | 2000 AP133  | ۴ ژانویه ۲۰۰۰   |
| ۱۳۷۸۸۷ | 2000 AU133  | ۴ ژانویه ۲۰۰۰   |
| ۱۳۷۸۸۸ | 2000 AG135  | ۴ ژانویه ۲۰۰۰   |
| ۱۳۷۸۸۹ | 2000 AO136  | ۴ ژانویه ۲۰۰۰   |
| ۱۳۷۸۹۰ | 2000 AZ146  | ۴ ژانویه ۲۰۰۰   |
| ۱۳۷۸۹۱ | 2000 AJ149  | ۷ ژانویه ۲۰۰۰   |
| ۱۳۷۸۹۲ | 2000 AR154  | ۳ ژانویه ۲۰۰۰   |
| ۱۳۷۸۹۳ | 2000 AO157  | ۳ ژانویه ۲۰۰۰   |
| ۱۳۷۸۹۴ | 2000 AZ158  | ۳ ژانویه ۲۰۰۰   |
| ۱۳۷۸۹۵ | 2000 AS164  | ۶ ژانویه ۲۰۰۰   |
| ۱۳۷۸۹۶ | 2000 AS167  | ۸ ژانویه ۲۰۰۰   |
| ۱۳۷۸۹۷ | 2000 AM169  | ۷ ژانویه ۲۰۰۰   |
| ۱۳۷۸۹۸ | 2000 AK172  | ۷ ژانویه ۲۰۰۰   |
| ۱۳۷۸۹۹ | 2000 AR187  | ۸ ژانویه ۲۰۰۰   |
| ۱۳۷۹۰۰ | 2000 AQ192  | ۸ ژانویه ۲۰۰۰   |
| ۱۳۷۹۰۱ | 2000 AD204  | ۱۲ ژانویه ۲۰۰۰  |
| ۱۳۷۹۰۲ | 2000 AQ213  | ۶ ژانویه ۲۰۰۰   |
| ۱۳۷۹۰۳ | 2000 AT214  | ۷ ژانویه ۲۰۰۰   |
| ۱۳۷۹۰۴ | 2000 AU217  | ۸ ژانویه ۲۰۰۰   |
| ۱۳۷۹۰۵ | 2000 AT225  | ۱۲ ژانویه ۲۰۰۰  |
| ۱۳۷۹۰۶ | 2000 AL227  | ۱۰ ژانویه ۲۰۰۰  |
| ۱۳۷۹۰۷ | 2000 AT231  | ۴ ژانویه ۲۰۰۰   |
| ۱۳۷۹۰۸ | 2000 AT232  | ۴ ژانویه ۲۰۰۰   |
| ۱۳۷۹۰۹ | 2000 AN235  | ۵ ژانویه ۲۰۰۰   |
| ۱۳۷۹۱۰ | 2000 AP238  | ۶ ژانویه ۲۰۰۰   |
| ۱۳۷۹۱۱ | 2000 AB246  | ۸ ژانویه ۲۰۰۰   |
| ۱۳۷۹۱۲ | 2000 AK251  | ۴ ژانویه ۲۰۰۰   |
| ۱۳۷۹۱۳ | 2000 BH3    | ۲۷ ژانویه ۲۰۰۰  |
| ۱۳۷۹۱۴ | 2000 BU7    | ۲۹ ژانویه ۲۰۰۰  |
| ۱۳۷۹۱۵ | 2000 BK8    | ۲۹ ژانویه ۲۰۰۰  |
| ۱۳۷۹۱۶ | 2000 BM10   | ۲۸ ژانویه ۲۰۰۰  |
| ۱۳۷۹۱۷ | 2000 BW12   | ۲۸ ژانویه ۲۰۰۰  |
| ۱۳۷۹۱۸ | 2000 BO13   | ۲۹ ژانویه ۲۰۰۰  |
| ۱۳۷۹۱۹ | 2000 BD14   | ۲۸ ژانویه ۲۰۰۰  |
| ۱۳۷۹۲۰ | 2000 BW16   | ۳۰ ژانویه ۲۰۰۰  |
| ۱۳۷۹۲۱ | 2000 BV17   | ۳۰ ژانویه ۲۰۰۰  |
| ۱۳۷۹۲۲ | 2000 BA18   | ۳۰ ژانویه ۲۰۰۰  |
| ۱۳۷۹۲۳ | 2000 BF18   | ۳۰ ژانویه ۲۰۰۰  |
| ۱۳۷۹۲۴ | 2000 BD19   | ۲۶ ژانویه ۲۰۰۰  |
| ۱۳۷۹۲۵ | 2000 BJ19   | ۳۰ ژانویه ۲۰۰۰  |
| ۱۳۷۹۲۶ | 2000 BS22   | ۲۷ ژانویه ۲۰۰۰  |
| ۱۳۷۹۲۷ | 2000 BX23   | ۲۹ ژانویه ۲۰۰۰  |
| ۱۳۷۹۲۸ | 2000 BO24   | ۲۹ ژانویه ۲۰۰۰  |
| ۱۳۷۹۲۹ | 2000 BG26   | ۳۰ ژانویه ۲۰۰۰  |
| ۱۳۷۹۳۰ | 2000 BN26   | ۳۰ ژانویه ۲۰۰۰  |
| ۱۳۷۹۳۱ | 2000 BY26   | ۳۰ ژانویه ۲۰۰۰  |
| ۱۳۷۹۳۲ | 2000 BS28   | ۳۰ ژانویه ۲۰۰۰  |
| ۱۳۷۹۳۳ | 2000 BH32   | ۲۸ ژانویه ۲۰۰۰  |
| ۱۳۷۹۳۴ | 2000 BO32   | ۲۸ ژانویه ۲۰۰۰  |
| ۱۳۷۹۳۵ | 2000 BT32   | ۲۸ ژانویه ۲۰۰۰  |
| ۱۳۷۹۳۶ | 2000 BB34   | ۳۰ ژانویه ۲۰۰۰  |
| ۱۳۷۹۳۷ | 2000 BP34   | ۳۰ ژانویه ۲۰۰۰  |
| ۱۳۷۹۳۸ | 2000 BK35   | ۳۰ ژانویه ۲۰۰۰  |
| ۱۳۷۹۳۹ | 2000 BW35   | ۳۱ ژانویه ۲۰۰۰  |
| ۱۳۷۹۴۰ | 2000 BQ37   | ۲۶ ژانویه ۲۰۰۰  |
| ۱۳۷۹۴۱ | 2000 BQ42   | ۲۷ ژانویه ۲۰۰۰  |
| ۱۳۷۹۴۲ | 2000 BB47   | ۳۰ ژانویه ۲۰۰۰  |
| ۱۳۷۹۴۳ | 2000 BZ48   | ۲۶ ژانویه ۲۰۰۰  |
| ۱۳۷۹۴۴ | 2000 BC49   | ۲۷ ژانویه ۲۰۰۰  |
| ۱۳۷۹۴۵ | 2000 BF49   | ۲۷ ژانویه ۲۰۰۰  |
| ۱۳۷۹۴۶ | 2000 BF51   | ۳۰ ژانویه ۲۰۰۰  |
| ۱۳۷۹۴۷ | 2000 CD1    | ۴ فوریه ۲۰۰۰    |
| ۱۳۷۹۴۸ | 2000 CY3    | ۲ فوریه ۲۰۰۰    |
| ۱۳۷۹۴۹ | 2000 CV6    | ۲ فوریه ۲۰۰۰    |
| ۱۳۷۹۵۰ | 2000 CB7    | ۲ فوریه ۲۰۰۰    |
| ۱۳۷۹۵۱ | 2000 CG11   | ۲ فوریه ۲۰۰۰    |
| ۱۳۷۹۵۲ | 2000 CY11   | ۲ فوریه ۲۰۰۰    |
| ۱۳۷۹۵۳ | 2000 CG12   | ۲ فوریه ۲۰۰۰    |
| ۱۳۷۹۵۴ | 2000 CK13   | ۲ فوریه ۲۰۰۰    |
| ۱۳۷۹۵۵ | 2000 CD15   | ۲ فوریه ۲۰۰۰    |
| ۱۳۷۹۵۶ | 2000 CW17   | ۲ فوریه ۲۰۰۰    |
| ۱۳۷۹۵۷ | 2000 CZ17   | ۲ فوریه ۲۰۰۰    |
| ۱۳۷۹۵۸ | 2000 CX18   | ۲ فوریه ۲۰۰۰    |
| ۱۳۷۹۵۹ | 2000 CZ18   | ۲ فوریه ۲۰۰۰    |
| ۱۳۷۹۶۰ | 2000 CD19   | ۲ فوریه ۲۰۰۰    |
| ۱۳۷۹۶۱ | 2000 CO19   | ۲ فوریه ۲۰۰۰    |
| ۱۳۷۹۶۲ | 2000 CA22   | ۲ فوریه ۲۰۰۰    |
| ۱۳۷۹۶۳ | 2000 CB23   | ۲ فوریه ۲۰۰۰    |
| ۱۳۷۹۶۴ | 2000 CZ23   | ۲ فوریه ۲۰۰۰    |
| ۱۳۷۹۶۵ | 2000 CT24   | ۲ فوریه ۲۰۰۰    |
| ۱۳۷۹۶۶ | 2000 CZ24   | ۲ فوریه ۲۰۰۰    |
| ۱۳۷۹۶۷ | 2000 CS26   | ۲ فوریه ۲۰۰۰    |
| ۱۳۷۹۶۸ | 2000 CY31   | ۲ فوریه ۲۰۰۰    |
| ۱۳۷۹۶۹ | 2000 CA32   | ۲ فوریه ۲۰۰۰    |
| ۱۳۷۹۷۰ | 2000 CR33   | ۴ فوریه ۲۰۰۰    |
| ۱۳۷۹۷۱ | 2000 CQ39   | ۵ فوریه ۲۰۰۰    |
| ۱۳۷۹۷۲ | 2000 CB40   | ۲ فوریه ۲۰۰۰    |
| ۱۳۷۹۷۳ | 2000 CH40   | ۴ فوریه ۲۰۰۰    |
| ۱۳۷۹۷۴ | 2000 CG41   | ۷ فوریه ۲۰۰۰    |
| ۱۳۷۹۷۵ | 2000 CQ41   | ۲ فوریه ۲۰۰۰    |
| ۱۳۷۹۷۶ | 2000 CT41   | ۲ فوریه ۲۰۰۰    |
| ۱۳۷۹۷۷ | 2000 CU41   | ۲ فوریه ۲۰۰۰    |
| ۱۳۷۹۷۸ | 2000 CL43   | ۲ فوریه ۲۰۰۰    |
| ۱۳۷۹۷۹ | 2000 CG47   | ۲ فوریه ۲۰۰۰    |
| ۱۳۷۹۸۰ | 2000 CC49   | ۲ فوریه ۲۰۰۰    |
| ۱۳۷۹۸۱ | 2000 CH50   | ۲ فوریه ۲۰۰۰    |
| ۱۳۷۹۸۲ | 2000 CR53   | ۲ فوریه ۲۰۰۰    |
| ۱۳۷۹۸۳ | 2000 CU54   | ۲ فوریه ۲۰۰۰    |
| ۱۳۷۹۸۴ | 2000 CV55   | ۴ فوریه ۲۰۰۰    |
| ۱۳۷۹۸۵ | 2000 CP56   | ۴ فوریه ۲۰۰۰    |
| ۱۳۷۹۸۶ | 2000 CG60   | ۲ فوریه ۲۰۰۰    |
| ۱۳۷۹۸۷ | 2000 CN61   | ۲ فوریه ۲۰۰۰    |
| ۱۳۷۹۸۸ | 2000 CA62   | ۲ فوریه ۲۰۰۰    |
| ۱۳۷۹۸۹ | 2000 CB62   | ۲ فوریه ۲۰۰۰    |
| ۱۳۷۹۹۰ | 2000 CD62   | ۲ فوریه ۲۰۰۰    |
| ۱۳۷۹۹۱ | 2000 CM64   | ۳ فوریه ۲۰۰۰    |
| ۱۳۷۹۹۲ | 2000 CE66   | ۶ فوریه ۲۰۰۰    |
| ۱۳۷۹۹۳ | 2000 CH66   | ۶ فوریه ۲۰۰۰    |
| ۱۳۷۹۹۴ | 2000 CQ66   | ۶ فوریه ۲۰۰۰    |
| ۱۳۷۹۹۵ | 2000 CV74   | ۸ فوریه ۲۰۰۰    |
| ۱۳۷۹۹۶ | 2000 CT77   | ۷ فوریه ۲۰۰۰    |
| ۱۳۷۹۹۷ | 2000 CX77   | ۷ فوریه ۲۰۰۰    |
| ۱۳۷۹۹۸ | 2000 CK80   | ۴ فوریه ۲۰۰۰    |
| ۱۳۷۹۹۹ | 2000 CM80   | ۴ فوریه ۲۰۰۰    |
| ۱۳۸۰۰۰ | 2000 CK82   | ۴ فوریه ۲۰۰۰    |